# DEAR BOYS
『DEAR BOYS』（ディア ボーイズ）は、八神ひろきによる日本の漫画作品。バスケットボールを題材としている。2007年第31回講談社漫画賞少年部門受賞。

## 概要
『月刊少年マガジン』（講談社）において、1989年から連載。単行本は、第1部の『DEAR BOYS』が全23巻、藤原・三浦・石井・土橋の4人を中心とした中学時代をつづった第0部とも言える『DEAR BOYS THE EARLY DAYS』が全1巻、第2部の『DEAR BOYS ACT II』が全30巻、第3部の『DEAR BOYS ACT3』が全21巻、本編で描かれなかった他校のエピソードなどを描いた特別編『DEAR BOYS OVER TIME』が全3巻。湘南大相模高校を主役とした第4部の『DEAR BOYS ACT4』が現在連載中。カウントは雑誌掲載時は「第○話」となっているが、単行本では「SCENE-」となっている。2019年3月時点でシリーズ累計発行部数は4500万部を突破している。
本作品はバスケットボールを題材にしたスポーツ漫画であるが、同系統の作品にありがちな汗臭い要素を排除し、爽やかに描いている。また、男女の恋愛感情が、当事者達のバスケに関わる者としての成長を促すなど、スポーツ漫画としては珍しく「恋愛」が重要な要素として描かれている事も特徴である（第1部のみ）。
初期にはバスケを通じて学生生活を描写する場面も多かったが、ACT II（以後ACT2）以降は本格的なバスケシーン中心になる。外連味重視に走ることもなく、バスケットボールの本質を正面から描いている。また、各高校のバスケカラーが明確に描き分けられ、戦術やディフェンスシステムも細かく描かれている。
連載開始から25周年を超え、バスケットボールを主題とした漫画では史上最長連載を誇るが、作中での時間は1年も経過しておらず、劇中の年代を連載開始年の1989年とするとACT2以降でも1990年となる。しかし、1990年には存在しないクォーター制や24秒ルールの導入（日本では2001年に導入）、ワンセグTV付携帯電話の登場（2006年ごろから普及）や、女子メンバーのルーズソックスやハイソックスの流行の描写など、連載時期に即した要素を取り入れていっている。しかし、作者は「連載開始当時は携帯が全く普及しておらず、キャラ達が携帯を持っているのに凄い違和感を感じるが、かといって携帯がないと話が進まない」と複雑な心境を述べている。
様々なメディア展開もされており、1998年にドラマCDが発売、2003年にはテレビアニメ化され、テレビ東京とAT-Xで全26話が放送された。なお、『頭文字D』シリーズに続き、劇中に「SUPER EUROBEAT」が使われている。2007年にはマーベラスエンターテイメントとネルケプランニングによってミュージカル化され、12月20日から29日まで上演。2008年には続編の公演が行われ、7月25日から8月3日まで上演された。2011年には第3弾としてニコニコミュージカルで4月30日から5月8日まで上演された。2020年には舞台化が予定されていたものの新型コロナウイルス感染症の流行の影響で中止になっていたが、2024年に演者を（中止公演から）大幅に入れ替えて実現した。
そのほか、イラスト集『DEAR BOYS ILLUSTRATIONS』（全2冊）や、スピンオフ作品として女性キャラクターに焦点を当てた小説『DEAR BOYS 〜The girls' days〜』が発売（作画：八神ひろき、作：金春智子）。また八神が企画監修し、櫻太助が漫画を担当するパロディギャグ漫画『NEAR BOYS』が『月刊少年マガジン+』で01号（2011年10月）から08号（2014年2月）まで連載された。全1巻。
2014年6月6日に発売の『月刊少年マガジン』7月号にて、本作の連載が25周年を迎えた記念として、さまざまな企画が展開。その一環として、同年9月27日より本作の複製原画展が東京・市ヶ谷のコミュニケーションプラザ ドットDNPにて開催。
1989年7月号（1989年6月6日発売）より連載を開始した本作も通算26年にも及ぶ長期連載の末に2016年1月号（2015年12月4日発売）にて完結。本編完結後に同誌にて2016年3月号（2016年2月5日発売）から特別編の集中連載が開始し、2017年2月号（2017年1月6日発売）にて特別編も最終回を迎える。特別編では恋の話や、『ACT3』の最終話で描かれなかった他校のエピソードが描かれている。
特別編の連載終了から約2年を経て、2018年11月号（2018年10月6日発売）より、続編となるACT4の連載を開始することが発表された。なお、ACT4の舞台は、ACT3までの瑞穂高校ではなく、かつてのライバル校であった湘南大相模高校になり、瑞穂高校がインターハイで優勝した1年後の物語となる。
テレビアニメ『アニ×パラ〜あなたのヒーローは誰ですか〜』とのコラボエピソードが2020年10月に放送。森佳樹、布施歩が登場する。

## あらすじ
DEAR BOYS〜DEAR BOYS ACT3
部員の藤原拓弥が起こした暴力事件によってほとんどの部員が去り、4人しか残らなかったことでチームが組めず、休部状態になっていた瑞穂高校男子バスケットボール部。藤原達が2年生の秋、元天童寺高校バスケットボール部キャプテン・哀川和彦の転入、突然の入部により、部員達の心にくすぶっていた「全国制覇」の夢を目指していく。
暴力事件の影響で確執のあったOBとの和解、新人戦関東大会準優勝、内部崩壊と再結束、部員の増加など様々な出来事を経て、3年生となった最後の夏、激戦区である神奈川県大会を苦闘の末勝ち抜き、初のインターハイ出場を果たす。インターハイでも強豪校を次々と撃破し瑞穂を甘く見ていた一部関係者に哀川のワンマンチームではないことを知らしめた。その後、準決勝で因縁のあった成田中央高校を破り、ついに決勝で哀川の古巣であり高校バスケ界の絶対王者・天童寺高校と対戦する。試合は両チーム一歩も譲らずオーバータイムにもつれる激戦となるが、最後は瑞穂が得点を収めてこの激戦を制し、見事に夢であった全国制覇を成し遂げた。
インターハイ優勝から8か月後、卒業した哀川達の意志を継いだ練習中の部員達のもとへ哀川のように転校生が現れたところで物語は幕を閉じる。
DEAR BOYS ACT4
瑞穂高校がインターハイで優勝してから1年後、瑞穂高校のライバルであった湘南大相模高校のバスケットボール部に入部した1年生・森佳樹と柏木柊は、3年生のエース・布施歩ら上級生達と共に全国制覇を目指していく。

## 登場人物
学年についてはACT2以降を基準とし、第1部に登場済みのキャラクターは登場当初は1学年マイナスとなる。なお、「声」はアニメ版の声優、「演」はミュージカル版と舞台版の俳優でそれぞれ「（ミュ）」はミュージカル版で「（舞台）」は舞台版にあたる。

### 神奈川県の高校

#### 瑞穂高校
神奈川県にある、本作の主役校（県立高校）。不良の存在も目立つが学校自体はれっきとした進学校であり、スポーツにも力を入れるなど「文武両道」を掲げている。

##### 男子バスケットボール部
藤原の起こした暴力事件によって部員が4人とチームが組めず、男子バスケ部は廃部寸前であった（OBとの確執も残っていた）が、転校してきた哀川が残っていたメンバーを奮起させて活動再開。第1部ではピンチに陥ると哀川にボールを集めるなど哀川に頼りがちな部分は否めないものの急成長を遂げ、新人戦関東大会で準優勝という好成績を収めた。また、後半に逆転する展開が多かったためか後半に強いチームという印象も持たれるようになった。しかし、チームとしては未熟なため、何度か内部崩壊しかけたことがあったり、メンバーが5人しかいなかったため、ファウルトラブルを狙われたりと弱点や欠点も少なくなかった。ACT2以降では3年のレベルアップ、高階・新入部員1年の加入により、テンポのいいオフェンスを中心にゲームを組み立てることが多くなり、またチームの結束力向上も相まってチームレベルは第1部と比べて飛躍的に上がった。全国的には全くの無名校ながら、哀川以外のメンバーの劇的な成長によって強豪校相手に正面からぶつかり、勝利を収めてきた。インターハイ準決勝の成田中央戦からは相手の厚い選手層に対抗するため、哀川・藤原・三浦・高階の3Pを積極的に使うシステムを多用する場面が目立っている。インターハイ決勝では、数々の怪我に見舞われながらも、最後は哀川が逆転シュートを決め絶対王者の天童寺を下し、初出場初優勝という輝かしい成績を収めた。
ACT4では、舞台が湘南大相模に移り、ライバル校としての位置づけとなり、ユニフォームのチーム名も「MIZUHO」から「MZH」と変化した。
哀川 和彦（あいかわ かずひこ）
声 - 喜安浩平、結城比呂（ドラマCD） / 演（ミュ） - 池田竜治、植野堀まこと / 演（舞台） - 新正俊
本編の主人公。3年。背番号7番。身長175cm。ポジションはスモールフォワード/シューティングガード。瑞穂のエース。「天才」と賞されるが驕ったところはなく、天真爛漫かつ朗らかな性格で交友関係も広い。並の身長ながらダンクシュートを連発する驚異的なジャンプ力とそれを終盤でも繰り出せるスタミナを持つ。また、非常に広いシュートレンジに決定力を兼ね備え、勝負所で決定的なスティール、ブロックを繰り出して相手チームの流れを断ち切る。このようにコートビジョンの広さ、試合の流れを読む嗅覚といった「killer instinct（キラー・インスティンクト）」が登場人物の中で群を抜いており、更に強い精神力、闘志、キャプテンシーまで兼ね備えた高校No.1プレイヤー。作中後半ではオフェンスに専念するため、ディフェンスでのシーンが少なくなっている。また、メンバーの成長により、作中前半に頻繁に見られた超人的な個人技の描写も少なくなっている。
瑞穂の選手で唯一、インターハイ決勝の天童寺戦までフルタイムで試合に出続けていたが、その試合の第2Q終了間際、リバウンドを無理に取ろうとした時に体勢を崩して落下してしまい、右肩を負傷し途中交代を余儀なくされ、初めてベンチで仲間を見守ることになった。哀川が出場していない時間に懸命にプレーする仲間たちに刺激を受け、怪我が悪化し将来にかかわる可能性がありながらも決然とした覚悟でコートに復帰した。復帰後は怪我の影響で、ジャンプシュートやフリースロー、ダブルクラッチの精度は落ち普段の華麗なプレーは影を潜めたが、仲間の気持ちに答えるため、アグレッシブで力強く荒々しい新たなプレースタイルで得点を量産し、後半は天童寺を圧倒した。延長戦最終盤、藤原の絶妙なパスを受け、渾身のダンクを残り0秒（ブザービーター）で決め、かつてのチームであり、実父率いる天童寺高校の不敗神話に終止符を打ち、瑞穂高校をインターハイ初出場にして初優勝という快挙を成し遂げた。
天童寺でキャプテンの経験もあるが、監督である父の勝ちにこだわり楽しさを犠牲にする天童寺のバスケに疑問を持ち、事情を察した姉・千尋の配慮により瑞穂へ転校してきた。当初はバスケ部の仲間に入るために高階のようなおちゃらけたキャラクターを演じていたが、後に浮いていることを感じ、以降は本来の性格に戻っている。瑞穂に転校後はマンションで一人暮らしをしており、母から送金されているが、家賃以外には手を付けず、ビデオショップ「Prince」でのアルバイトで生活費を賄っている。家庭環境や瑞穂へ転校してきた理由は作中断片的に語られていたが、藤原たちが詳細を知ることになったのは新人戦関東大会決勝の敗戦後で、内部崩壊の際に浮き彫りになった。しかし、この事がきっかけでメンバーの絆は深まり、チームとして大きな成長を遂げた。また、インターハイ直前に天童寺に赴き、天童寺から逃げた事へのけじめをつけたことで、天童寺のメンバーに対する迷いも吹っ切り、「瑞穂のメンバー」として本気でインターハイを勝ち抜く事を決意する。後に天童寺との試合でライバルとして本気で戦い合ったことで過去の軋轢はなくなり完全に和解した。インターハイ終了後、数多の大学、プロリーグから猛烈な誘いを受けるも、アメリカの大学でのプレーを決断し、同級生メンバーからも納得した上で送り出してもらった。
苗字は哀川翔からで、名前は兄の昭彦と合わせて昭和から。モデルはマイケル・ジョーダンで、ジョーダンのような選手が高校バスケ界にいたら面白いという発想からきている。
藤原 拓弥（ふじわら たくみ）
声 - 松風雅也、森川智之（ドラマCD） / 演（ミュ） - 鶴見知大、小笠原健 / 演（舞台） - 森田桐矢
3年。背番号4番。身長184cm。キャプテン。ポジションはポイントガード。理性よりも感性を前面に出した全国屈指のポイントガードとしてのセンスを武器に、哀川と抜群のコンビネーションを見せる。強気でアグレッシブなゲームメイクを見せ、スティールやパスカットの率も高く、文字通りオフェンスの起点となる。シュートセンスもあり、新人戦県大会決勝の本牧東戦やインターハイ決勝ではフローターや3Pを披露し、インターハイ準決勝の成田中央戦ではブザービーターの3Pを決めている。直感で繰り出す厳しいディフェンスの僅かな隙間を縫ってのキラーパスが特徴だが、パスのタイミング、スピードがシビアであり、ある程度藤原と共にプレーの経験が無いとパスに反応できない。新聞記事でかつて哀川とコンビを組んでいた沢登と比較されて以来、沢登をライバル視している。天童寺戦では、最後までその沢登と互角の勝負を繰り広げ、司令塔してチームを率いた。
リーゼントをきっちりと決めるなど几帳面な性格。感受性が強すぎるところがあり、目上の人間に対しても暴言を吐くこともある。敵を作りやすい性格であるが、ACT2以降のストーリー中盤にかけては精神的に成長した跡が見られる。左膝に、同じ中学でバスケ部だった三浦を試合中に（意図せず）庇った際にできた古傷があり、今も試合に影響を及ぼすことがある。インターハイ後、集中的に病院（整形外科）に通い、大きな後遺症は出ることはなく、同じく重症の右足首のケガを抱える三浦から国内のプロリーグへ進むようアドバイスされ、バスケを続けて行く決意をする。
モデルは長谷川誠。
三浦 蘭丸（みうら らんまる）
声 - 武内健、菊池正美（ドラマCD） / 演（ミュ） - 南圭介、田中稔彦 / 演（舞台） - 三井淳平
3年。背番号8番。身長173cm。ポジションはシューティングガードだが、中学時代に藤原とツーガードでプレイしていた経験から、ポイントガードにコンバートされることがある。サウスポーの3Pシューターで、素晴らしいシューターが揃っていた横浜学園と対戦し、自己のチームにおける存在意義を自問、フェイダウェイを自主的に練習するなどシュートの精度に磨きをかけ、インターハイに突入する頃には3Pライン1m後方のNBAラインからも決められるロングスリィを身につけ、瑞穂の攻撃の切り札になる。ひとたびシュートレンジで三浦がボールを持つと、相手チームがディフェンスを意識せざるを得ないほどの影響力を持ち、自身の3Pを囮にディフェンスを引きつけてからのパスを得意とする。頭脳明晰、冷静沈着でチームの名参謀役だが、コート上ではルーズボールに果敢にダイブする闘志を露にする。また、かつて問題点としてあがっていたスタミナ不足を自主練で克服するなど、隠れた努力家である。中学時代に自身が原因で左膝に怪我を負った藤原に対して負い目を感じており、藤原をインターハイで優勝させるという気持ちは誰よりも強く、インターハイ2回戦の嘉手納西戦で起きた右足首の捻挫も物ともせず玉砕する覚悟で試合に臨んだ。
周囲から美少年と言われるルックスとは裏腹に、中学時代は頭脳明晰故の唯我独尊な性格で周囲に敵を作りやすく、その都度藤原がフォローしていた。高校に入ってからは柔らかい性格になっており、中学時代とは反対に荒んでいた藤原をフォローしていた。バスケを高校で最後と決めており、理由として藤原の件以外に、体の弱かった自身を長年に渡り案じてくれているシングルマザーの母親を心配させないためでもある。
モデルは小室哲哉。
石井 努（いしい つとむ）
声 - 鈴木達央、三木眞一郎（ドラマCD） / 演（ミュ） - 石橋脩平、山谷光博 / 演（舞台） - 坂田大夢
3年。背番号6番。身長190cm。ポジションはパワーフォワード。諦めない闘志を持つ熱血漢。初期はムラッ気のあるプレイと短気な性格でチームのお荷物的な存在になりかけたが、負けん気の強さと高い運動能力でブロックショットやアリウープを得意とするインサイドの要となる選手に成長し、苦手だったフリースローも克服した。哀川以外の瑞穂のメンバーで最も成長した人物であり、強豪校もマークしている。インターハイでは自身よりもサイズ・スキルに勝る相手にも臆せず、持ち前の闘志や集中力で試合の中でその潜在能力を覚醒させている。インターハイ準決勝の成田中央戦では、藤原の鋭いキラーパスを空中でキャッチし流れ落ちる体勢のままジャンプシュートを決めるという、普段は瑞穂に懐疑的な奥村も感嘆するほどのプレーで流れを瑞穂に引き寄せ、かつて新人戦で惨敗を喫した武内とのマッチアップを制した。
土橋とは、親同士が仲が良かったこともあって小さい頃からの親友。短絡的なお調子者のため、理論派の三浦と対立したときもあったが、後に和解している。藤原とは中学時代に対戦して惨敗した悔しさが現在も心に残っており、そのバスケセンスに憧れ、いつか藤原に必要とされて褒められるような選手になる事を密かな目標としていた。インターハイ終了後、有名大学からスカウトされるほどの高い評価を受け、また自身の実力を高く評価してくれた藤原からの後押しを受けて大学でもバスケで大暴れする事を決意する。
苗字はカールスモーキー石井から。モデルは作者の中学時代の仲間で、陸川章のプレーイメージを足している。
土橋 健二（どばし けんじ）
声 - 小西克幸、小杉十郎太（ドラマCD） / 演（ミュ） - 安岡新八、別紙慶一 / 演（舞台） - 鹿子島光人
3年。背番号5番。身長192cm。ポジションはセンター。「おやじ（後輩には、おやじ先輩）」と親しまれる、周りに気配りができる心優しい男。初期から哀川や藤原のレベルに見合う実力を持ち、石井のような派手な得点シーンは少ない代わりに、抜群のポジショニングでゴール下での役割を的確にこなしてチームを支える大黒柱。インターハイでも全国のセンター相手に最後まで互角に戦い抜いた。技術的に未熟だった石井を縁の下の力持ちとしてフォローしてきたが、それ故に全国レベルのセンターを相手にする精神的重圧も大きく、インターハイ予選の湘南大相模戦では睡眠不足で体調を崩してしまうという繊細な一面も見せている。
作品初期ではかなり太めの体型で暢気な性格のキャラクターだったが、プレイに支障が出ない程度までの減量を行い、それに伴い髪型を変え、顔つきも男らしくなっている。それでも瑞穂の中では重量級で、ファウルすれすれのプレイで相手を吹っ飛ばしてマイボールにする場面や、リバウンド争い時のチップアウトなど力強さでは他に代わりのいない存在。実家は寿司屋「大吉寿司」を経営しており、高校卒業後は寿司屋を手伝いながら修行を始めるため、バスケは高校で最後と決めている。
苗字は土橋安騎夫から。モデルは作者の中学時代の仲間で、関口聡史の雰囲気をだぶらせている。
高階 トウヤ（たかしな トウヤ）
声 - 近藤隆 / 演（ミュ） - 阿部直生
2年。背番号9番。身長187cm。オールラウンダーでどこのポジションでもソツなくこなす瑞穂のシックスマン。同じインサイドが主戦場の石井・土橋が直線的かつパワー型であるのに対し、硬軟織り交ぜる非常に柔軟なタイプの選手。3Pも打てるなど哀川に次ぐオフェンスのセカンドオプションとして活躍しており、十八番はダブルクラッチからのリバース・レイアップ。ディフェンス面では神出鬼没で効果的なリバウンドやブロックを記録する。天才肌で中学時代には全中オールスターに選ばれ出場経験があるほどだが、1年間のブランクがあるため、スタミナ不足で試合の後半になるとプレーの質が落ちる（後に克服する）。
入学当時はバスケ部が活動していなかったためにバスケから離れていたが、哀川入部後のバスケ部の試合に感銘を受け、哀川に続く形で入部する。明朗快活かつ外向的な性格の持ち主で、空気を読むのが得意なためか人の感情を読み取る術に長けており、事実、内部崩壊の際に高階の放った一言がチームで本音でぶつかりあうきっかけにもなった。チーム内でも先輩をキッチリと立てることができ、後輩の面倒見もいいなどチームの緩衝材のような存在である。一方で、下ネタが大好きで、話をそういった方向に持っていってしまうことも多く、呆れられてしまう場面も見られる。布施とは中学時代に互いの監督が大学の先輩後輩でよく合同練習をしていたことから旧知の仲で、高校で再会してからはいがみ合いながらもライバルとして鎬を削っていく存在となる。常に軽口を叩いているが、恵比寿北中時代に全中で布施の率いる湘南光中との試合で己の過信から逆転シュートを外してしまい、敗北し挫折した過去があり、県予選の湘南大相模戦で同じミスで敗北を喫したことで過去のトラウマが蘇ることとなった。後にインターハイ本戦で湘南大相模と再戦した際にチームメイト達の助けを得てこれを克服し過去を乗り越えることに成功した。インターハイ終了後にバスケを続けるかどうか考えていた様子であったが、1年生たちの活躍を見ていくうちに、「（一緒にやっていくのも）悪くない」と思うようになり、バスケを続ける決心をし、哀川達3年の引退後にキャプテンに任命される。
ACT4では3年。背番号4番。キャプテンとして厳格主義であった藤原とは対照的に、穏やかになだめたりと自分の性格を生かしてチームをまとめ上げる。
榎本 仁志（えのもと ひとし）
声 - 森田成一（ゲーム）
1年。背番号15番。上級生からレギュラーを奪うべく一人で黙々と練習を重ねるオールラウンドプレイヤー。通称「エノ」。周囲に対して辛辣な言葉も平然と言い放つ唯我独尊な性格。相当な自信家でもあり、先輩相手でもでかい口を叩くが、弱気の裏返しでもあるので同級生にはよくツッコミを入れられている。藤原曰く「中坊の頃の三浦にそっくりな性格」で、藤原欠場の際にはその三浦とポジション争いをし、以来三浦をライバル視しつつも、互いに認め合う存在となる。インターハイ県大会の出場機会では完全に足を引っ張るなど、上級生のレベルやタフさにはついてこれていないが、1年生の中では最も質の高いプレイを見せ、本戦でも短時間ではあるが三浦や高階の穴を埋めるべく試合に出場した。 現在は、高階と良きライバルとして積極的に1対1を行うなど、新チームの主力になるべく練習に励んでいる。
ACT4では2年。背番号8番。ポジションはSG。入部後、即エースとなった京をライバル視しており、突っかかることが多い。三浦のNBAラインからのロングスリィを会得している。
水前寺 清（すいぜんじ きよし）
1年。背番号14番。ポジションはポイントガード。その長髪から通称「ロン毛」。入部後、藤原に挑むも無意味なテクニックをひけらかすだけのプレイをあっさりと見抜かれて一蹴される。その後は藤原を師匠として勝手に慕い、技術やリーダーシップなどを見習うために、秋吉に嫉妬心を抱かせるほどに藤原につきまとうようになる。まだ試合に出場する実力は無いが、今ひとつ影の薄い1年生たちを引っ張り将来のリーダー性を見せている。榎本とは考え方の違いから衝突をくり返していたが、徐々に1年生の代表として認め協力するようになる。
紅林 丈一郎（くればやし じょういちろう）
声 - 岩崎征実（ゲーム）
1年。背番号11番。身長210cm。ポジションはセンター。普段は寡黙でなかなか喋らないが、バスケの時には人が変わり「きえーっ」「ちょおおお」などの奇声を発する。瑞穂一の長身を誇るが、ジャンプ力が非常に低いことを筆頭に体力面ではレギュラーに劣る。口数は少ないが冷静沈着な性格で言葉に重みがあり、血気盛んな榎本をよく黙らせている。県予選で体調不良の土橋に代わってわずかな出場機会を得て以来、土橋をポジションを争うライバルと見定めつつも、その献身的なプレイを尊敬して練習を共にしている。
ACT4では2年。背番号は6番。ポジションはC。
近藤 英次（こんどう えいじ）
1年。背番号13番。中学時代は野球部員だったが新人戦での藤原と哀川のコンビネーションを見て感動し、初心者ながらバスケ部入部を決意した。かつて藤原と確執があり、後に和解した瑞穂バスケ部OBの近藤裕次を兄に持つが、二人の関係は入部するまで知らなかった。衝突する榎本と水前寺を和解させるために腐心するなど、剛直な兄とは正反対の気弱で優しい性格だが、経験者達の足を引っ張るまいと努力するなどひたむきさは兄と同じ。杏崎のマネージャーとしての仕事ぶりに尊敬の念を抱いている。控えメンバーではあるが、兄が瑞穂バスケ部で果たせなかった夢、インターハイ出場と優勝を経験することになった。
桑田 勇（くわた いさむ）
1年。背番号10番。ポジションはフォワード。南山と共に特に目的意識を持たずに強豪チームに入部しただけで浮かれているという態度を榎本に酷評されていたが、二人とも水前寺に引っ張られるように徐々に熱意を持ち始め、先輩達をバックアップしていく。
南山 瞬（みなみやま しゅん）
1年。背番号12番。ポジションはシューティングガード。桑田と行動を共にしていることが多い。
京 凌驚（かなどめ りょうが）
ACT4より登場。2年。背番号7番。身長195cm。ポジションはスモールフォワード。瑞穂の現エース。哀川達3年が卒業した後の4月に瑞穂に転入してきた人物で、ダンクはもとより、インサイド・アウトサイド共にこなすなど、その驚異的な能力から転入直後に関わらず哀川が瑞穂で着けていたエースナンバー（7番）を受け継いでおり、周囲から「哀川和彦の再来」と言われている。また、哀川の身長（175cm）より20cm高い長身でありながら、哀川と同等のバスケを行うことから、哀川びいきの奥村をして「哀川を超えるかもしれないモンスター」と言わしめており、その実力の高さがうかがえる。彼のバスケのキャリアはアメリカで築かれたもので、日本での実戦データはない。
杏崎 沙斗未（あんざき さとみ）
声 - 能登麻美子、皆口裕子（ドラマCD） / 演（ミュ） - 寺崎裕香
2年。マネージャー。藤原と三浦の中学の後輩で、女子バスケ部のポイントガードを担当していたが、足を怪我して選手としての活動を断念した過去を持つため、バスケに懸ける情熱は全員に認められている。過去の怪我から怪我には敏感で、マネージャーの仕事以外に藤原の左膝のテーピングや三浦の捻挫の処置などトレーナーの仕事も兼任している。自身は恋愛に興味は無いものの、保科・薬師丸・近藤裕次など様々な男子に好意を持たれている。理知的で言いたい事をはっきり言う性格のために強い人間と思われがちだが、保科にアプローチを掛けられた時は赤面するなど年齢相応の面も見せている。インターハイ決勝前夜に、高階の急な思い付きで「杏崎の気持ちがこもったお守りが欲しい」と言われた事で徹夜でミサンガを作り、「お守り」として監督達も含めた瑞穂全メンバーに手渡し着用して臨んだ天童寺戦を延長の末に勝利しインターハイ制覇を果たした時、コート内にいた3年メンバー5人のミサンガだけが切れており、全国制覇の夢を叶えてくれた事とみんなを守ってくれた事を藤原から感謝され、思わず号泣した。3年が引退し、新チームになり、廃部寸前だったチームの再生からインターハイ制覇までの濃密な1年を経験したことで、氷室のような風格が出始めた。
ACT4では3年。
桑野 義男（くわの よしお）
声 - 石波義人 / 演（舞台） - 高木勝也（役名は氷室義男）
男子バスケ部顧問（試合ではアシスタントコーチ）。男バス内では「おっさん」と呼ばれている。顧問ではあるが、実際の指導・指揮は氷室が行っている。

##### 女子バスケットボール部
男子バスケ部と違い、県内では有数の強豪校。連載初期の段階では男子と同等の描写がされていたが、男子バスケ部が本格的に始動すると徐々に描かれる頻度は減少していった。第1部では人数が少ない男バスのための練習相手も務めていた。男子と共にインターハイに出場したものの準決勝で敗退し、3位に終わる。試合のユニフォームは、「襟付き」と男女問わず珍しい。
秋吉 夢津美（あきよし むつみ）
声 - 芳野美樹
3年。背番号4番。身長164cm。キャプテン。ポジションはスモールフォワード。女子バスケ部のエース。藤原の彼女で、彼をかなり慕っている。当初は少々嫉妬深い面があり、藤原と杏崎の関係を誤解し、それが影響して試合に影響を及ぼすこともあったが、付き合ううちに藤原の言動を信じるようになり、女性らしい柔らかい面を見せるようになる。また、親友の森高が哀川のことを意識していることに気づき、恋愛の「先輩格」として、良き相談相手となり、時に的確なアドバイスをする。高校卒業後は大学でバスケを続けていく。
森高 麻衣（もりたか まい）
声 - 川瀬晶子、久川綾（ドラマCD）
3年。背番号7番。身長160cm。ポジションはシューティングガード。哀川の彼女で、得意とする3Pも彼との練習のおかげで成功率が上がっている。親友の秋吉とは対照的な落ち着いた性格で陰になり日向になり哀川を支える健気な面を持ち、また一人暮らしで部活とバイトの掛け持ちをしている哀川の弁当を毎日作るなど料理の腕もある。ポニーテールがトレードマークで、哀川には当初「ポニーちゃん」と呼ばれていたが、部活終了後の3Pの自主練習の休憩中に髪を解いたことがきっかけで現在は「麻衣ちゃん」と呼ばれるようになり、哀川との距離が近くなるきっかけにもなった。
大神 恵子（おおがみ けいこ）
声 - 山田美穂
3年。背番号5番。身長180cm。ポジションはセンター。チーム一の長身で秋吉に並ぶポイントゲッター。その長身と男勝りな性格から「大魔神」の異名を持つ。女子バスケ部内では「ノッポ」と呼ばれている。
川崎 雪子（かわさき ゆきこ）
声 - 川上とも子
3年。背番号6番。ポジションはパワーフォワード。効果的なドライブインができる。黒髪でおさげの髪型が特徴。工藤と共に女子バスケ部のムードメーカーで、二人一緒にいることが多い。ニックネームは「ゆっこ」。
工藤 かおり（くどう かおり）
声 - 氷上恭子
3年。背番号8番。ポジションはポイントガード。ジャンプシュートを得意とする。サイドテールだった髪型は、ACT2よりツインテールに変更。
氷室 恭子（ひむろ きょうこ）
声 - 田中敦子、小山茉美（ドラマCD） / 演（ミュ） - 能登まり子
女子バスケ部の監督・顧問で、再開後の男子バスケ部の監督も兼任している。藤原・哀川・秋吉・森高のクラス担任であり、担当科目は英語。スタイル抜群の美女。生真面目な性格で授業やHRを邪魔されて怒る一方で自分に対する冗談やセクハラには寛容であるなど優しい性格でもある。ただし、バスケには一切の妥協もせず、指導になると周りを凍り付かせるくらい鬼気迫る指導をする。男バス女バスとも大量リードで主力選手の負担を減らし、実戦経験を積ませるために控え選手を起用するやり方を「屈辱的な采配」として嫌い、主力選手で最後まで試合をさせることを礼儀だとしている。オフェンス・ディフェンスとも実用的な戦術を指導するなど、バスケの指導者として強気なスタイルが特徴だが、その裏で勝ち負けに執着せず、「放任バスケ」として各人の個性を伸ばすことを大事にしている。強気の氷室が唯一、関東大会でのゲーム展開は自身の采配ミスだと思い、自身と正反対である「管理バスケ」の下條の采配に敗れた事も加わって、一時は男バスの監督をやめる決意をしたが、飯嶋の助言もあり、今は吹っ切れ、男バスの監督を続けていく決意をする。その結果、インターハイでは、優勝候補を次々と撃破し、決勝で絶対王者の天童寺高校と対戦し、第4Q後半で天童寺を追い込んだ際に、満身創痍のメンバーを前にオールコートプレスをしかけ、その結果、延長の末に大逆転勝利でインターハイ初制覇に導いた。
苗字は作者自身ファンであった氷室京介から。

##### 卒業生
五十嵐 修（いがらし おさむ）
声 - 山根剛 / 演（ミュ） - 鯨井康介
男子バスケ部OB。身長182cm。在学時のポジションはポイントガード。藤原の前にキャプテンを務めていた。現成田中央の指揮官・下條の教えを受けていた世代で、実力はそれなりに高い。藤原がもう一度バスケに真剣に取り組もうとしたとき、他の元バスケ部員が藤原に怒りをぶつける中でも一人理解を示していた。バスケへの未練を引きずって藤原に危害を加える近藤を諌めたりと、藤原をめぐる問題でも大人な対応に終始そのキャプテンシーと人柄の良さを窺わせた。卒業後は大学でバスケを続ける中、OBとしてしばしば顔を出し、インターハイ本選中のミーティングでは近藤と共に次戦の対戦相手のビデオを使いながら的確にアドバイスするなど後輩をバックアップしていく。
近藤 裕次（こんどう ゆうじ）
声 - 園部好德 / 演（ミュ） - 郷本直也
男子バスケ部OB。身長190cm。在学時のポジションはパワーフォワード。現バスケ部1年・近藤英次の兄で、人一倍のバスケへの情熱を見せる熱血漢。藤原が暴力事件を起こして、結果として自分たち3年生の選手生命を奪われたことを憎んでいた。時折、藤原に暴行を加えていたが、杏崎に「本当はバスケがしたいのにごちゃごちゃひがんでるだけ」と看破されて苦悩（以降、杏崎に好意を抱いている節がある）、その後、未練をふっきるために練習に参加し、2年対3年の練習試合を通して藤原と和解する。以降はバスケ部に協力し、卒業後も実業団でバスケを続ける中、OBとしてしばしば顔を出し、差し入れや他校の偵察など、面倒見の良さで後輩をサポートしている。藤原も近藤には無条件で敬意を持って接しており、1年生には「あの藤原先輩が尊敬するすごい人」と憧れを持たれている。石井にゴール下でのパワープレイを徹底して教え込んで育てるなど、実力も高いと見て取れる。インターハイでは、社会人1年目ながら有給を取得（会社側の理解や協力もあった模様）し、それを使って準々決勝以外の全試合に顔を出し、瑞穂が天童寺を破り初優勝を決めた瞬間は、大号泣するほど喜んだ。
佐伯 満雄（さえき みつお）
声 - 三浦岳 / 演（ミュ） - 六本木康弘
男子バスケ部OB。在学時のポジションはセンター。土橋にゴール下での諦めない精神力と脚力の大事さを教えた。また、石井にアリウープのタイミングをそれとなく教え、インサイド陣の実力向上に一役買った。OBのメンバーの中で藤原を部室で暴行した事件には、五十嵐と同様に参加していない。
清水 正樹（しみず まさき）
声 - 大水忠相 / 演（ミュ） - 堀有希
男子バスケ部OB。在学時のポジションはスモールフォワード。試合中の石井の気迫とムラのある性格がマイナスな方向にも働いていることを体験させ、メンタルな面の成長を促した。
下田 利伸（しもだ としのぶ）
声 - 飯田利信 / 演（ミュ） - 秋山真太郎
男子バスケ部OB。在学時のポジションはシューティングガード。三浦が、ノーマークでもリスクを恐れて3Pを打たないのを見抜き、ボールを持ったらシュートを狙う積極性と自信を持つことをアドバイスした。
織田 尋実（おだ ひろみ）
声 - 早瀬俊行
瑞穂高校の卒業生。留年しているため、五十嵐達より1歳上。第1部で近藤裕次とつるんでいた不良で、近藤と藤原が和解した後は登場することはなかったが、ACT2の最終話で再登場。瑞穂に在学している弟が男子バスケ部応援要請メールを受けたことを知り、暇だったからとの理由で瑞穂対成田中央の試合を見学しに来ていた。

#### 湘南大相模高校
神奈川県の中でも、毎年インターハイ出場を果たしている名門校（私立高校）。｢湘南カップ｣というインターハイに出場するであろうチームを呼んで大会を開催するほどの設備を持っている。シュートを打たせないディフェンスが伝統、インサイドが強いチーム。有力選手をスカウトして強いチームを作っており、中でも布施ら2年生の5人は湘南光中時代からのチームメイトであるため、抜群のコンビネーションを見せるが、大型の選手に張り合うには弱い華奢な肉体やインサイド中心ということからスタミナ消費の激しさなどの問題点もあった。これ等の問題点は後に改善され、肉体改造を行ったことで大型の選手とも十分張り合えるようになり、3Pの打てる轟がレギュラーに戻ったことで外からの攻撃の追加によりスタミナに余裕が生まれ更に得点力アップにも繋がった（鎌倉から「バランスが良くなった」と評された）。また、同じチームながらも2年と3年の間に壁ができておりチームとしてまとまりがなかったが、3年の轟がレギュラーに戻ってからはその壁も徐々になくなっていき、インターハイに突入する頃には轟以外の3年からも発破をかけられるなどついにチームとして一つとなった。インターハイ県予選では全勝で1位通過を果たすが、本戦3回戦にて2位出場の瑞穂に敗れる。
ACT4では主役校となっている。
布施 歩（ふせ あゆみ）
声 - 杉田智和
2年。背番号15番（3年引退後は4番）。身長190cm。ポジションはスモールフォワード。湘南大相模のエース。どこまでも傲岸不遜で謙虚さのカケラもない自信家だが、全中オールスターや神奈川ベスト5に選ばれるほどの実力の持ち主。哀川が「森山や結城クラス」と評するほどの抜群の個人技も持ちながらも、基本に忠実でゴール下のレイアップとジャンプシュートにこだわりを見せ、それ等のプレイに絶対の自信を持っている。この地味なプレイスタイルから、ダンクを「誰にでも出来るつまらないプレイ」と称したり3Pシュートを邪道扱いしたりと派手なプレイを毛嫌いしており、ディフェンスファウルを誘いながらゴールを決め、フリースローを成功させる3Pプレイを「真の3P」とし得意技としている。ダンクや3Pシュートを相手に決められ続けると途端にヒートアップし始めるが、梁川から「少しキレた時のがいい」と言われるだけあって、多少熱くなっても判断力が鈍る事はない。プレイ以外でも、監督を差し置いて作戦を立案できる高い戦術眼も併せ持つ。
高階とは中学時代からのライバルで、彼のプレイスタイルを全否定せんばかりに嫌っているが、これは布施自身が不器用な努力家で、高階のようになんでもこなせる天才型のプレイヤーではない事に劣等感を持っている事の裏返しである（故に高階をかなり意識している）。また、同じ全中オールスターでプレイした結城とは犬猿の仲である。轟とは1年時から互いに反発し合っていたが、2年時に轟がレギュラーに復帰してからは徐々に互いを信頼し始めていくようになり、後に彼から託されたインターハイ優勝への想いが自身の精神的支柱となっていく。3年の引退後にキャプテンに任命される。
ACT4では3年。背番号4番。キャプテンとして冷静な判断力に加えて、チームメンバーに現実的な事を言いながらも闘争本能をかき立てたり発破をかけたりとリーダーシップを発揮しチームを引っ張っていく。
梁川 慎司（やながわ しんじ）
声 - 髙階俊嗣
2年。背番号11番（3年引退後は6番）。身長201cm。ポジションはセンター。近眼のためスポーツゴーグルを着用していることから通称「ゴーグル」。布施と並ぶ湘南大相模のエースで、インターハイ県予選のベスト5に選ばれた実力者。パワープレイで圧倒する薬師丸とは対照的に、トリッキーなポストプレイで相手を翻弄する柔のセンターであり、特に布施との連携は抜群である。試合中は布施同様口の悪さが際立つが、要領の悪い布施の言葉を代弁したり、3Pを決めた轟をおだてて勢いづかせたりと仲間にとっては面倒見のいい男でもある。
ACT4では3年。背番号6番。
小原 充（おはら みつる）
声 - 程島鎮磨
2年。背番号12番（3年引退後は7番）。ポジションはシューティングガード。愛称の「チャー」は、髪色の「茶髪」と得意とする「テイクチャージ」を掛けたダジャレからきている。藤原が「長瀬と同レベル」と評するほどの全国レベルのディフェンスのスペシャリストであり、藤原や哀川に対しても臆するところがないビッグマウス。疲労していても重要な勝負所でチャージングを奪うなど、湘南大相模が大崩れしないのは彼の存在があるからと言われている。ディフェンスを身上としながらも、背後からのスティールを（するのもされるのも）嫌うという妙なこだわりを持っている。
ACT4では3年。背番号7番。
轟 幸二郎（とどろき こうじろう）
声 - 斉藤信行（ゲーム）
3年。背番号4番。キャプテン。ポジションはポイントガード。2年生時からスターターをつとめるなどそれなりの実力はあり、優れた洞察力やノールックパスなど非凡なバスケセンスを窺わせるが、当たれば決まりだす3Pや、お世辞にも上手いとは言えないが気持ちでするディフェンスなどプレイにややムラがある。キャプテンとしては、3年生からは信頼され、勝負どころでは2年生に厳しい言葉で活を入れてキャプテンシーを発揮するなど、湘南大相模においての影響力はかなりのウェートがある（ように思える）。
新人戦で本牧東・横浜学園に敗北を喫し、布施達がレギュラーになって以降、出場の機会はなかったが、現役最後の夏のインターハイで、布施ら2年生5人の中に誰もいなかった3Pシューターとして、急遽レギュラーの座を掴む。レギュラーに戻ってからは後輩から「轟くん」と呼ばれ、その中でも布施には「ロッキー」と呼ばれて一度拒絶するも、以来それが定着し、自身もいつのまにか受け入れている。
大門 栄作（だいもん えいさく）
声 - 原田正夫
2年。背番号13番（3年引退後は5番）。身長195cm。ポジションはパワーフォワード。その髪型から通称「角刈り」。サウスポーでインサイドのパワープレイを得意とする。口数の多い選手ばかりの湘南大相模において比較的寡黙な職人気質のプレイヤー。布施を煽る梁川と小原とは反対に、布施に注意したり、なだめるなどブレーキをかける役割が目立つ。
ACT4では3年。背番号5番。
柳本 和雄（やなぎもと かずお）
声 - 野瀬育二
2年。背番号14番（3年引退後は8番）。ポジションはポイントガード。布施に「完璧ボール運びオンリー」と評されていたように、3Pが打てず轟と入れ替えられたが、個人としての技量は横浜学園のディフェンスをあっさりと突破するなど確かなものである。
ACT4では3年。背番号8番。インターハイ県予選前の練習試合で古傷の左足首の靭帯を損傷する怪我を負ってしまう。
森 佳樹（もり よしき）
ACT4より登場した主人公の一人。1年。背番号15番。身長187cm。ポジションはスモールフォワード。弱小中学の相模原東中出身で、布施のプレイに憧れを抱き一般入試で湘南大相模に入学した。チームメイトからは『森ぞー』と呼ばれている。技術面は乏しいが、本人も気付かないほどの驚異的なジャンプ力を誇り、リバウンドの強さを見込まれてメンバー入りする。
実家は酒屋であり、インターハイで瑞穂と湘南大相模の試合での布施のプレイを見て、布施に憧れて湘南大相模に入るために春休みまで実家の仕事を手伝い、そのバイト代を湘南大への受験料と入学金に当てていた。重量のあるビール瓶や一升瓶を運ぶ酒屋の仕事を手伝ったことで、足腰や背筋力が鍛えられていた。
柏木 柊（かしわぎ しゅう）
ACT4より登場した主人公の一人。1年。背番号14番。身長179cm。ポジションはポイントガード。サウスポーで3Pシュートを武器としている。布施達と同じ名門の湘南光中出身で、自分の実力に絶対的な自信を持っており上昇志向が強い。
多岐川 司（たきがわ つかさ）
ACT4より登場。1年。身長186cm。湘南光中出身で柏木のチームメイトであったエリートだが、体力面に不安を持っている。
腰椎の椎間板ヘルニアを患っており、中学時代から腰痛を庇ってプレイしていたことで、現在では腰や脚が痺れる程悪化している。PG選抜試験での活躍から布施や監督の輪島からメンバー入りを打診されていたが、医師からの言葉もあり治療に専念するために手術を決断して、IH予選からマネージャー兼トレーナーをやる事を決断した。
青山 省吾（あおやま しょうご）
ACT4より登場。2年。背番号12番。身長175cm。ポジションはポイントガード。ディフェンスを得意とする選手で泥臭くも粘り強いプレイを見せる。レギュラーを勝ち取るために誰よりも練習をしてきた努力家で、怪我をした柳本の代わりにPGに選ばれチャンスを得るが、監督の提案で改めてPG選抜試験が行われることになり、1年の柏木達に敵意を向ける。
輪島 団（わじま だん）
声 - 泉尚撃（ゲーム）
湘南大相模高校の監督。名門校の監督でありながら碌に作戦も提示もできず、布施の言いなりになっているため、彼らからは無能の烙印を押され、陰で「唇（星人）」などと呼ばれて見下されている。
ACT4では、柳本の負傷によりポイントガードのポジションを白紙に戻してすべての選手にチャンスを与えて競い合わせることでチームのレベルアップを図るなど、前シリーズとは打って変わって監督らしい指導力と判断力を見せる。

#### 本牧東高校
合同合宿で知り合って以降、瑞穂バスケ部とは良き友達・良きライバルとして鎬を削り合うことになる神奈川県の新興強豪校（私立高校）。スタメンの5人が元々ストバス仲間だったこともあって息はぴったりで、粗削りながらもダンクや3Pなど、観客の目を惹くアメリカンスタイルのダイナミックなバスケを得意とするチーム。当初は、ディフェンスは二の次の攻撃重視のプレーをしていたが、後に限界を感じて基礎やディフェンス練習に重点を置きレベルアップを図った。2年時の新人戦県大会では決勝で瑞穂を破るも、3年のインターハイ予選では雪辱を許し、決勝リーグ戦全敗の最下位でインターハイ出場も逃すこととなった。3年の5人は、部活引退後に高階の計らいによって横浜学園の面々と共に瑞穂のインターハイ直前合宿に飛び入りで駆け付け、練習相手としてかつてのライバルのステップアップに一役買った。その後も横浜学園の面々と共にインターハイ決勝に臨む瑞穂の応援に駆け付けている。
保科 唯人（ほしな ゆいと）
声 - 千葉進歩、松本保典（ドラマCD） / 演（ミュ） - 岡田亮輔
3年。背番号7番。身長186cm。ポジションはスモールフォワード。本牧東のエース。元々はストバスで仲間とバスケを楽しんでいたが、監督である飯嶋から仲間共々スカウトされて高校バスケに参入した。ダンクなどの派手なプレーを好む。初めて会った合同合宿では哀川に徹底的に叩きのめされたものの、ここぞという時の爆発的なオフェンス力は哀川にも引けを取らないものがあり、また勝つために必要とあらば、嫌いな筈のディフェンスの練習にも真剣に取り組む努力家の一面も見せる。飯嶋から高校卒業後に本牧東のコーチになる事を勧められ、瑞穂の面々から貰った感謝の寄せ書きや飯嶋の思いを受けてコーチになる事を決意する。杏崎に一目惚れし、第1部ではよくアプローチを掛けていたが、ACT2以降は一歩引いている。
モデルは外山英明。
薬師丸 元（やくしまる げん）
声 - 志村知幸、安井邦彦（ドラマCD）、川原慶久（ゲーム） / 演（ミュ） - 渡部紘士、小島将士
3年。背番号6番。身長199cm。ポジションはセンター。その巨体でゴール下を支配し、リバウンドに得点にフル回転する本牧東の大黒柱。チームメイトが安心してシュートを打てるのは彼のリバウンドあってこそであり、事実、インターハイ県予選では彼がオーバーワークで膝を傷めた事によってその後のゲームプランが崩壊し、本来の力を出し切れずに敗退する事となった。その後、大学からスカウトされたようで、膝の完治のために病院に通っている。石井とは互いを認め合うライバル同士で、センターとして典型的なプレースタイルの為、インターハイ時には石井や土橋が他県のセンターを分析する際にしばしば薬師丸の名をあげるベンチマークのような存在となっていた。保科のように積極的なアプローチをしたりはしないが、彼も杏崎に対して密かに恋心を抱いていた模様。
モデルはパトリック・ユーイング。
藤沢 守（ふじさわ まもる）
声 - 佐藤淳、上田祐司（ドラマCD） / 演（ミュ） - 兼崎健太郎、兼松若人
3年。背番号4番。身長190cm。キャプテン。ポジションはパワーフォワード。保科とは中学時代からの親友。普段は仲間たちとともに悪ふざけを楽しんでいるが、暴走しがちなチームメイト（特に保科）に歯止めを掛けるのは他ならぬ彼であり、キレそうになった保科を落ち着かせたり、休日に練習しようと言い出す保科に率先して付き合ったりと、キャプテンらしい面倒見の良さや冷静さも備え、本牧東を影から支えている。ルーズボールに瞬時に飛びつくなど球際に強く、新人戦県大会決勝ではルーズボールを拾ってからの値千金のウィニングショット（3P）を沈め、大逆転勝利・県新人大会初優勝を果たす。
角松 聡（かどまつ さとし）
声 - 植木誠、保志総一朗（ドラマCD） / 演（ミュ） - 小島裕、中島康太
3年。背番号5番。身長181cm。ポジションはシューティングガード。3Pシューターとして得点源の一角を担い、センターライン付近からの超ロングスリィを狙って決めるなど、強心臓の持ち主でもある。チームメイトに「松っちゃん」の愛称で呼ばれる、草野と共にチームのムードメーカー的存在。
苗字は角松敏生からで、モデルは諸星和己。
草野 勝巳（くさの かつみ）
声 - 栗田圭、中村大樹（ドラマCD） / 演（ミュ） - 藤沢大悟、河原田巧也
3年。背番号8番。身長172cm。ポジションはポイントガード。三浦に「PGの弱い本牧東」と言われるなど他のメンバーに比べて目立った活躍はないが、ドリブルテクニックはそれなりのものを持っている。
梅田 五郎（うめだ ごろう）
声 - 今井勝巳（ゲーム） / 演（ミュ） - 夛留見啓助
2年。背番号13番。本牧東のシックスマン。100mを11秒以下で走るという俊足を生かしたディフェンス重視の戦術で活躍する。そのディフェンス力は榊原から「一見の価値がある」と評され、インターハイ予選の瑞穂戦でも活躍した。
ACT4では3年。キャプテン。
大平 洋（おおひら ひろし）
3年。マネージャー。部内では「たいへいよう（太平洋）」と呼ばれている。
飯嶋 優作（いいじま ゆうさく）
声 - 石井康嗣、大塚明夫（ドラマCD） / 演（ミュ） - 湯澤幸一郎
本牧東高校の監督。剃り込みを入れた髪型から選手達からは「そりこみ」と呼ばれている。厳つい見た目や粗野な言葉遣いとは裏腹に、人情に厚く選手想いの熱血オヤジであり、その暑苦しさをからかわれつつも、悪ガキ達をその気にさせる手腕は一級品で、彼らからも慕われている。氷室に淡い恋心を抱いているが口に出せていない。

#### 横浜学園高校
湘南大相模と並ぶ神奈川県の強豪校（私立高校）で、湘南大相模ができる前から神奈川代表として毎年のようにインターハイ本選に出場している。ゾーンプレスとディレイドオフェンスを戦術の要とし、平均身長173cmという背の低さをカバーすべく3P主体の攻めと、ひたすら走ってしっかり守る基本に忠実なバスケットで対戦相手を苦しめる。新人戦県大会の準決勝で瑞穂と初対戦するが僅差で敗れ、また3年夏のインターハイ県予選では決勝リーグに駒を進めるも、瑞穂と湘南大相模に敗れて敗退した。
佐藤 一也（さとう かずや）
声 - 吉野裕行
3年。背番号4番。身長165cm。キャプテン。ポジションはポイントガード。横浜学園のエース。運動量を生かした執拗なディフェンスと、3Pラインから更に下がって打つロングシュートを得意とする。性格は非常に生真面目で腰が低く（保科曰く「先生になりそう」）、瑞穂や本牧東の面々にも感心されるほどだが、試合では怪我をしようがどんなに苦しい展開だろうが決して弱みを見せず、最後の一秒まで勝負を諦めない不屈の闘志でチームを引っ張っていく。バスケ部引退後は保科の予想通り、教育者の道を志す事を明かした。
小泉 徹（こいずみ とおる）
声 - 石川正明
3年。背番号5番。身長174cm。ポジションはシューティングガード。佐藤に次ぐ3Pシューターで、3ガードの一角を担う。
相澤 直樹（あいざわ なおき）
声 - 小林高鹿
3年。背番号8番。身長181cm。ポジションはセンター。ポストプレイでガード陣の3Pをお膳立てする役割を担うが、頭に血が上りやすいという欠点がある。センターにしては背が低い事を気にしている。
高野 勇次（たかの ゆうじ）
声 - 塩塚晃平
3年。背番号6番。守備固めの際にディフェンスの切り札として投入されるシックスマン。インターハイ県予選最終戦では、敗色濃厚で心の折れかけた達也に対し、自身の出たい気持ちを押し殺して、最後まで出続けるよう発破をかけた。
吉野 幸二（よしの こうじ）
声 - 原田正夫
3年。背番号7番。ポジションはフォワード。相澤とガード陣との橋渡し的な役割を堅実に務める。
広瀬 達也（ひろせ たつや）
声 - 藤田大助
2年。背番号15番。身長160cm。中学時代の石井・土橋の後輩にしてチームメイト。身長を伸ばすために毎日牛乳を2リットル飲み続けたものの、全く成果が出なかったという逸話を持つ。バンクショットを得意とし、調子に乗せると「3Pマシーン」と呼ばれるほどに手が付けられなくなるシューターへと成長したが、その反面チームの中ではディフェンス力がやや劣り、また劣勢に陥ると途端に集中力を欠くなど、経験不足ゆえの精神的な脆さも見受けられる。
ACT4では3年。キャプテン。
真鍋 純子（まなべ じゅんこ）
声 - 新谷良子
3年。マネージャー。部員皆から慕われ、大事な試合の前には選手の掌やリストバンドの裏に激励の言葉を書いて願掛けを行うなど、発奮材料としてもチームを盛り立てる。
丸山 平蔵（まるやま へいぞう）
声 - 西松和彦
横浜学園高校の監督。チームカラーを象徴するような温厚な人柄と、体格的にハンデのある選手達を全国も狙えるチームに育て上げた確かな手腕で彼らから尊敬され、選手と監督の枠に留まらない理想的な信頼関係を築いている。

#### 真崎中央高校
ACT4より登場。無名ながらもたしかな実力と勢いを見せる新興勢力の（県立）高校。オフェンスを得意とするがそれは三枝の運動量があってこそであり良くも悪くも三枝が中心となっているチーム。2年前に三枝が起こした暴力事件のより部員は三枝と芹沢の二人だけとなり試合ができずにいたが、夏目達が入部してはからひたむきな練習と努力の甲斐もあって三枝達が3年の夏のインターハイ予選では本牧東に勝利するなどジャイアントキリングを起こした。決勝リーグの湘南大相模戦では前半は持ち前の攻撃力を生かして押していたが、第4Qで前半に飛ばし過ぎたつけと湘南大相模のコンビネーションの前に敗北した。
三枝 悠紀（さえぐさ ゆうき）
3年。背番号4番。身長188cm。キャプテン。ポジションはパワーフォワード。すさまじい運動量を生かしてオフェンス・ディフェンスに限らずチームをカバーするために縦横無尽に走り回り汚れ役をすべて担う。2年前に普段から無気力だった上級生にキレて暴力事件を起こしてしまうほどにバスケに対して熱い思いを持っているが、試合中に転倒しかけた布施を庇うなど本来はどちらかといえば紳士的である。
夏目 陸斗（なつめ りくと）
2年。背番号11番。身長185cm。ポジションはスモールフォワード。新崎中央のエース。インサイドだけでなく3Pも打てるなど能力は高いが気性が荒くプレイにムラがある。昨年の湘南大相模バスケ部のセレクションでその荒い性格が災いして落とされた過去があり、湘南大相模に強い対抗心を持っている。
芹沢 昴（せりざわ すばる）
3年。背番号7番。身長175cm。ポジションはシューティングガード。冷静沈着な3Pシューターでどの試合でもコンスタントに決めてくる。
片桐 奈央未（かたぎり なおみ）
2年。背番号15番。身長167cm。ポジションはポイントガード。パスだけでなく身長の低さを生かした抜群のクイックネスを武器にドリブル突破を得意とする。湘南大相模との試合では切り札ともいえる3Pを披露した。
石丸 譲二（いしまる じょうじ）
2年。背番号13番。身長191cm。ポジションはセンター。少々のことでは当たり負けしないほど体幹が強くゴール下のパワープレイを得意とする。
山田 陽菜（やまだ ひな）
新崎中央高校の監督。2年前に放棄した当時のバスケ部の顧問に代わり半ば強制的に顧問を任され、当初は暴力事件を起こした三枝に戦々恐々していたものの、暴力事件の真相を知ったことや夏目たちとひたむきに練習する三枝を見て考えを改めた。バスケに関しては素人ながらもデータを分析し傾向と対策を教えるなどチームをサポートする。部員からは「陽菜ちゃん」と呼ばれ信頼されている。

### 神奈川県外の高校

#### 天童寺高校
新潟県にある（私立）高校で、インターハイ優勝が義務付けられた高校バスケ界の絶対王者。スポーツ科があり、バスケに限らず各競技、各種目のエリートが集まっている。哀川和彦の兄がコーチを務めるバスケ部は、全国の中学から集まった名のある選手達が試合より厳しい内部競争に晒され、勝ち残った者だけがレギュラーの座を手にする事が出来る。これによりそれぞれがエース級の実力を誇り、個々で決めることができ、ディフェンスは常にハーフコートマンツーマン、「自分のミスは自分で取り返す」というチームプレイよりも個人プレイを意識したスタイルになっている。かつて哀川和彦が在籍していた高校で、絶対王者ゆえの勝利のみを優先した指導方法（先述の内部競争など）や、試合でどれだけ活躍しても和彦にのみ注目が集まってしまうことによる選手達（主に当時の上級生）の不満でチームとしてバラバラであったことなどが原因で、和彦は2年のインターハイ制覇直後にチームを去った。しかし、和彦が抜けたことでチャンスを感じて奮起する者がいたりとそれぞれが自覚を持ち、オフコートでは感情豊かな面も見せるなどチームとしては結束力が増す結果となり、榊原は「哀川和彦のいない天童寺こそが本来の天童寺の姿」と評している。部員達は突然チームを去った和彦に対して納得していない様子は見受けられるが、苦楽を共にした仲間とあって悪感情は持っていないようである。インターハイ決勝での和彦の在籍する瑞穂との対戦は激戦を極めたが、オーバータイムで接戦の末に敗れ、不敗神話に終止符が打たれた。
沢登 聖人（さわのぼり まさと）
声 - 野島裕史
3年。背番号4番（和彦在籍時は5番）。身長179cm。キャプテン。ポジションはポイントガード。藤原とは正反対の冷静なプレースタイルで、高い空間認識能力から確実に決められる場面を瞬時に判断でき、裏方に徹して味方の能力を最大限に生かすアンセルフィッシュな面と、試合の流れを読んで自ら決定的なプレーを決めるスキルを持つ名実共に日本一のポイントガード。和彦の親友で、彼が天童寺を辞めたことに対しても恨んだり責めることなく理解している。一方で本心ではまだ一緒にプレイしたいという感情も持っており、一度アパートへ和彦を天童寺へ連れ戻そうとやって来た事があるが、和彦の真意を知りライバルとして再戦を誓う。かつてコンビを組んでいた和彦とのプレーに絶対の自信を持っているが、和彦から自分以上に能力を引き出してくれる現パートナーの藤原の事を聞いて以来、全国的には無名の藤原に対して微妙なライバル心を抱いている。
チームメイトからは「ノボリ」の愛称で誰からも好かれる面倒見のよい性格で、またチームメイトの能力を引き出す術に長けており、当時ガードだった和彦にフォワードへの転向を勧めたり、剣や北沢も沢登のアドバイスをきっかけにレギュラーを獲得している。2年生時に上級生のチームに抜擢されたものの、理解が得られず孤立し苦悩していた和彦を助けることが出来なかった後悔の念をずっと抱いていたが、瑞穂との試合で和彦とチームメイトの結束を見てその思いも吹っ切る。
モデルは佐古賢一。
如月 彩（きさらぎ ひかる）
声 - 石塚堅（ゲーム）
3年。背番号10番。身長195cm。ポジションはスモールフォワード。天童寺の現エース。和彦が天童寺を去った事そのものについてとやかく言う気はさらさら無いようだが、それによって自身がレギュラーを獲得した事で常に周囲から彼と比べられ、批判されてきたために強烈なライバル心を抱いている。プレイスタイルにおいても高さとパワーを活かしてインサイドから強引に点を取りに行くという、あえて和彦とは正反対のやり方を貫いている。インターハイ決勝の瑞穂戦では和彦を意識するあまり、強引過ぎるプレーで自分を見失いかけたが、チームメイト達に「如月をエースとして支える」との叱咤激励を受け、和彦とのスコアリング合戦を繰り広げた。常に攻撃的な言葉を発するクールな性格だが、失踪した鎌倉を真っ先に見つけるなど仲間想いの面も見せる。
剣 武蔵（つるぎ むさし）
声 - 竹本英史（ゲーム）
3年。背番号6番。身長198cm。ポジションはセンター。顎髭と坊主頭に鋭い切れ長の眼という威圧的な容姿に似合わず雄弁で落ち着いた性格の持ち主。2mを超えるセンターにも負けない跳躍力とフィジカルを持ち、3Pも打てる（インサイドを北沢・如月が固めたときのみ）という広いシュートエリアを持つ剛と柔を備えた日本一のセンター。この事から二階堂にライバル視されているが、将来的にはフォワードに転向するのを目標としている。サイズに勝る相手にはスピードで、スピードで勝る相手にはパワーで、パワーで勝る相手にはテクニックで圧倒し、瑞穂戦では瑞穂のフロントコート陣を最後まで苦しめた。
鎌倉 元春（かまくら もとはる）
声 - 有馬克明（ゲーム）
3年。背番号5番。身長180cm。ポジションはシューティングガード。天童寺のシックスマン的存在。当時は和彦・沢登以外で唯一レギュラーに近いポジションにおり、挫折知らずの3Pシューターとして天童寺でも頭角を現していた。しかし、肘の怪我に加え同レベルの実力を持つ本田の台頭に焦り、シュートモーションで彼の真似をするなど自身のプレイを見失いかけたが、仲間の説得の中で取り戻す。高い弧を描く3Pを打ち、本田のシュートタイミングとは全くリズムが違うため対戦相手は非常に守り辛い。瑞穂戦では不調の本田に代わって多くのプレータイムを得た。軽い性格だが、レギュラー選手の中では最もエリート意識が強く、天童寺の一員だけあってディフェンスにも長けておりスキのない選手である。
北沢 龍之介（きたざわ りゅうのすけ）
3年。背番号7番。身長191cm。ポジションはパワーフォワード。「エース殺し」の異名を取るほどの徹底したディフェンスで相手校のエースを抑え込むなど、天童寺で随一のディフェンス力を誇り、理屈上止めることが不可能なフックシュートもシュートコースのラインを切ることで防いでいる。元々オールラウンダーとして入部したが、沢登の助言もあってディフェンスを第一に考えるようになりディフェンダーとしての能力を開花させた。試合ではシュート行為自体がフェイクになるなど滅多にシュートを打つことはなく、雑誌にも「ディフェンスオンリー」と書かれるほどである。プレイスタイルの影響もあってかスターター5人衆の中では最も地味で目立たない存在だが、鎌倉が「うちのイケメン様」と呼ぶほどの美形。瑞穂戦では、かつて練習相手を努めていた和彦のプレーを読み切り序盤はことごとく封じていたが、怪我から復帰後の予測不能で豪快なプレースタイルに切り替えた和彦に翻弄され、オーバータイムでファウルアウトを喫し、涙を流した。
本田 裕太（ほんだ ゆうた）
声 - 日野聡（ゲーム）
2年。背番号11番。身長185cm。ポジションはシューティングガード。天童寺で唯一の2年生レギュラーで、高階と同じく全中オールスター出身。得意技は高確率で決める超クイックモーションかつフェイダウェイからの3Pで、プレッシャーとは無縁の飄々とした性格もその確率向上に一役買っている。その一方で、ディフェンスにやや手を抜く傾向があったり、瑞穂戦の序盤で3Pをことごとく外してしまうなどムラも目立ち注意されることも多いが、その性格ゆえにあまり気にしておらず引きずることもない。事実、オーバータイムでは、ディフェンスファウルを受けながら3Pを決めてファウル後のフリースロー1投も決める4ポイントプレーを成功させ、天童寺に大きく流れを引き寄せた。
大沢 桂一郎（おおさわ けいいちろう）
3年。マネージャー。かつては有望なプレイヤーだったが度重なる怪我で選手としての道を断たれてしまい転向。選手として挫折、スポーツ特待生の立場上マネージャーというギリギリの立場にいる境遇などから、常にレギュラー同然の位置にいたにも関わらずチームを抜けた和彦を「自分勝手」と非難するなど激しく憎んでいるが、和彦の実力を疑問視する本田に対し怒りを見せるなどまだある程度の仲間意識はある模様。タイムアウト時は具体的な戦術を指示する役目も担っており、かつて将来を嘱望された選手であることを髣髴とさせる一端を見せている。
哀川 昭彦（あいかわ あきひこ）
声 - 檜山修之、津田英佑（ゲーム）
和彦の兄でありバスケ部のコーチ。常勝天童寺の優勝請負人としてバスケ中はサングラスを掛け感情を表に出さず、選手間の熾烈な生存競争に私情を交える事も甘やかす事もなく厳しい指導を行うが、その裏には「チーム内での競争に勝って初めて相手との競争に勝てる」という信念がある。厳しい一方で、弟の和彦が途方に暮れている時はバスケ部の寮に泊まらせ相談にも乗るなど、兄らしい暖かい一面も見せ、和彦が転校した理由もある程度は理解している。インターハイ決勝で瑞穂に敗れた後、父から監督を引き継いだ。
名前は弟の和彦と合わせて昭和から。
哀川 明大（あいかわ あきひろ）
声 - 土師孝也
和彦の父であり、天童寺高校の校長を務める傍ら、バスケ部の監督も兼任している。天童寺高校のバスケットボールを創り上げたその人でもあるが、現在は実質的な指導を息子の昭彦に任せている。多忙でインターハイ決勝でしか姿を見せないことから、部員達からは監督というより校長としか見られていないが、昭彦を名コーチに仕立てあげた指導力は本物で、更に非情さも兼ね備えている。インターハイ後は、監督の座を昭彦に譲ったが、インターハイ優勝を逃して空虚感を抱いていた3年に日本代表を目指すように発破をかけるなど、変わらず監督らしさを見せている。
紳士然とした外見とは裏腹に、自チームの選手に罵詈雑言を浴びせるなど感情的な性格で、温和で冷静な息子達とは対照的である。和彦に対しては事実上天童寺のバスケから逃げ出した形となったために許すことができず、試合では和彦を執拗に挑発したり、心労で倒れた母の見舞いに来ても実家の敷居を跨がせないなど勘当状態であった。しかし、インターハイ決勝で瑞穂に敗れた後は、和彦に対して肩を治すように話すなど関係も緩和したようである。また3年引退後も、和彦がチームを抜けたことで迷惑をかけた選手達に頭を下げて詫びるなど、父親らしい面も覗かせた。
名前は明治と大正から。

#### 成田中央高校
千葉県にある県立高校。かつて瑞穂の監督を務めていた下條薫率いる、スタメンのほとんどが190cmを超える超大型チーム。ナンバープレイによる高度な連携と高さを活かしたインサイド主体のバスケットを展開する。練習試合で瑞穂に敗れたことをきっかけに目覚しい進歩を遂げ、打倒・天童寺の一番手と目されるレベルに成長した。瑞穂とは練習試合を含め三戦しており、新人戦関東大会では大差で下すも、インターハイ準決勝では逆転負けを喫する。
森山 敦司（もりやま あつし）
声 - 風間勇刀 / 演（ミュ） - 谷和憲、中山優貴 / 演（舞台） - 灰塚宗史
3年。背番号4番。身長196cm。キャプテン。ポジションは当初はその長身からセンターを務めていたが、後輩の武内にセンターを任せフォワードに転向。成田中央のエース。大型選手にもかかわらず、シュートフォームが柔らかくかつフェイダウェイを得意とするテクニカルな面と機敏さを併せ持つオールラウンダーで、哀川もボディコントロールと得点感覚は全国トップクラスと認めている。精神的にも安定感があり常に平常心を保っているが、それゆえにエンジンがかかるまでが遅くスロースターターでもある。実直・誠実な性格で誰に対しても分け隔てなく接することができ、様々な選手と交流がある。下條の教えを尊敬し、それゆえに衝突したこともあったが、将来は下條のようなバスケットの指導者になることを目指している。
岸本 忍（きしもと しのぶ）
声 - 赤石広樹 / 演（ミュ） - 磯野正一、六本木康弘 / 演（舞台） - 瀬名陽斗
2年。背番号7番。身長185cm。ポジションはポイントガード。高階と同学年で全中オールスターの一人だが、その時の彼を「器用貧乏」と評している。中学時代からセンスがあったが、優しい性格が仇となって思い切ったリードをできずにいた。瑞穂との練習試合では特に藤原とのレベルの差を感じ、敗戦を自身の責任としてその後の努力によって技術的・精神的に大きな成長を見せ、口の悪い児嶋に対しても丁々発止のやり取りをして言い負かすなどチームの要となっている。
武内 純一（たけうち じゅんいち）
声 - 蓮池龍三 / 演（ミュ） - 中村昌也、山本哲平 / 演（舞台） - 楚南慧
2年。背番号12番。身長209cm。当初は補欠であったが、その堂々たる体躯を見込まれ森山の後を受けてセンターのポジションに座る。瑞穂との練習試合では経験不足もあってか石井にブロックを掻い潜られて決勝点を許すも、その後巨体からは想像も付かないテクニックとスピードを身に付けて榊原から「とんでもない怪物」と評されるまでに大化けした。新人戦では薬師丸に格の違いを見せ付けて戦意喪失させた上、石井と土橋の二人を相手にオフェンス・ディフェンスの両面で完全に圧倒するなど獅子奮迅の活躍を見せて雪辱を果たす。成長した部分が目立つが、相手の調子に自分のプレイを合わせてしまうといった未熟な面も見られる。プレー中でも上級生の石井相手には敬語で接するように、真面目な選手の多い成田中央の中でも一際生真面目な性格であるが、インターハイ準決勝の瑞穂戦ではその生真面目故にプレッシャーから苦手のフリースローを全て外し、逆転負けの一因となった。
児嶋 章男（こじま あきお）
声 - 加藤木賢志 / 演（ミュ） - 東虎之丞、尾門和也 / 演（舞台） - 飯田寅義
3年。背番号6番。身長189cm（後に190cmを超える）。ポジションはシューティングガード。真面目な選手の多い成田中央において、一人トラッシュ・トークを好み、監督の指示とあらば悪質なラフプレーをも厭わない悪童で、成田中央のファンからも「成田中央らしくない顔」と言われ、自身も認めている。その一方で実力は確かであり、キャラに似合わぬ献身的なディフェンスで不動のレギュラーとチームメイトの信頼を勝ち得ている。新人戦では連携を生かして保科や三浦を押さえ込んだ。インターハイ準決勝の瑞穂戦では哀川とマッチアップし、終始トラッシュ・トークを繰り出しながらも哀川の類まれな得点能力にかなりの脅威を抱いていた。
玉置 直也（たまき なおや）
声 - 高口公介 / 演（ミュ） - 久松幸一、安里勇哉 / 演（舞台） - 小林優太
3年。背番号5番。身長194cm。ポジションはパワーフォワード。やや冷笑的な発言が目立つ選手で、森山や武内の影に隠れがちだが、強力なインサイドの一角として堅実なディフェンスと洗練されたコンビネーションから軽々とダンクを叩き込むポテンシャルの高さでチームを支える縁の下の力持ち。インターハイ準決勝の瑞穂戦から、マッチアップ相手の高階を意識するようになり、試合ではその高階とプレイだけでなくトークでも勝負を繰り広げた。
片山 達夫（かたやま たつお）
3年。背番号8番。身長190cm。瑞穂との練習試合以降、武内にレギュラーを奪われた。その後、武内のレベルアップのため山口と共に練習のサポートをした。
山口（やまぐち）
2年。背番号9番。身長190cm。瑞穂との練習試合でファウルアウトした児嶋に代わり、下條からラフプレーを強要させられそうになるが森山に救われる。
松浦 ひろみ（まつうら ひろみ）
マネージャー。名前付きの登場人物の中で、一度もセリフを発したことのない稀有なキャラクター。
加納 珠美（かのう たまみ）
声 - 山口由里子
成田中央高校のアシスタントコーチで、常に監督の横に陣取りサポートする。
下條 薫（しもじょう かおる）
声 - 藤原啓治 / 演（ミュ） - 湯澤幸一郎 / 演（舞台） - 高木トモユキ
成田中央高校の監督。かつて日本代表のエースとして期待されていたが、膝の靭帯を損傷した高校時代の無理がたたって若くして引退しており、自身のような選手を出してはいけないという思いから指導者としての道を選び、単身アメリカで学んだ経歴を持つ。高さ主体のバスケットを身上とし、綿密に試合の準備を行い勝つためには手段を選ばず、大差をつけた試合ではメンバーを総入れ替えするなど非情な一面を併せ持つ。瑞穂男子バスケ部の前監督で、後に「沢登に唯一対抗できるポイントガード」と賞賛するなど藤原の才能を認めていたがために膝に古傷を持つ彼を潰してはいけないという思いから当時の大会前にレギュラーから外したが、このことが原因で藤原の暴力事件を引き起こしてしまった。暴力事件の影響で藤原と確執ができたが、インターハイ準決勝で瑞穂に敗れた後、藤原と和解し、アドバイスと激励の言葉を送った。
元々藤原は下條に憧れて瑞穂高校に入学しており、石井と土橋も中学時代に下條のダンク姿に感銘を受け、石井に関しては以降バスケットに真剣になるなど、瑞穂の面々とは高校以前から浅からぬ縁がある。成田中央でもシステマチックな厳しい指導を行うが、その裏には「始めからやりたいようにやらせていても、真に自分で考えて動けるチームにはならない」という理念があり、選手達もそのおかげで強くなれた事を理解しているため、信頼は厚い。
モデルは吉田健。

#### 秋田城北高校
秋田県にある、天童寺と毎回のように決勝を争う強豪。3年になってもスタンドで応援する可能性もあるというほどの強豪校ならではの選手層を誇る。高校生には難しいと言われるマッチアップゾーンディフェンスを実践し、天童寺をも凌ぐと言われる無尽蔵の運動量とフィジカルコンタクトの強さで強引にルーズボールを支配して速攻をモノにするという、泥臭く粘り強いバスケットを展開する。しかし、マッチアップゾーンはその難しさからスタミナの消費が激しく、基本的にはマンツーマンディフェンスなどの通常のディフェンスと併用して使われる。インターハイの準々決勝で瑞穂と対戦し、序盤からマッチアップゾーンを仕掛けるが、瑞穂の地力の強さと作戦に押されてマッチアップゾーンのみで対抗せざるを得ない状況になり、結果スタミナ切れと瑞穂の爆発力の前に敗れ去る。
日下部 正宗（くさかべ まさむね）
3年。背番号4番。キャプテン。ポジションはシューティングガード。双子の弟・則宗と共に城北が誇る二大エースで、「城北ツインズ」の名で呼ばれている。3Pを得意としシュートレンジの広さが武器。融通の利かない生真面目な性格であり、常に冷静であろうと努めているが、天童寺および哀川に対してやや気負い過ぎている一面がある。則宗とは犬猿の仲に見えて、最もお互いの事をよく理解しており、インターハイの準々決勝の瑞穂戦では哀川をも手玉に取る双子ならではの抜群のコンビネーションも見せる。
名前は正宗から。
日下部 則宗（くさかべ のりむね）
3年。背番号8番。ポジションはスモールフォワード。少々強引にでも突破してシュートに持っていくランニングプレイを得意とする。兄とは対照的に軽口をよく叩き、直情的な性格でもあるため常日頃からいがみ合っているが、気負いすぎて試合に集中できていない正宗を諌めるなど、軽さが故の冷静さも併せ持つ。
名前は則宗から。
穴水 REIOVICH PETER（あなみず レイオヴィッチ ピョートル）
1年。背番号15番。身長190cm。ポジションはセンター。日本人とロシア人のハーフであり、また1年生ながらもプレッシャーとは無縁の飄々とした物腰から異彩を放つプレイヤー。体力面にやや難があるものの、センターとしてはスピードとテクニックに優れ、また3Pに近いミドルレンジからのシュートも打てるなど、連携を重視する秋田城北において個人技で点を取れる選手として攻撃の切り札を担っている。
阿部（あべ）
3年。背番号7番。ポジションはポイントガード。瑞穂戦ではチームで連係しての時間差を利用したディフェンスで僅かながらも苦しめた。日下部兄弟とは高校以前からの付き合いで、二人を1号（正宗）2号（則宗）と呼び、二人がいがみ合った時の仲裁役を務めている。
久保田（くぼた）
3年。背番号5番。ポジションはパワーフォワード。ゲーム終盤で土橋の4ファウル目を奪いベンチに下げる活躍を見せるが、石井にファウルをやり返されてしまった。
片桐（かたぎり）
秋田城北高校の監督。穏やかな物腰に選手との強い結束は横浜学園の丸山監督に通じる物がある。

#### 嘉手納西高校
沖縄県にある、明るくポジティブなバスケでインターハイ予選を勝ち抜いてきた高校。勝つ事よりもバスケを楽しむ事にこだわり、たとえ試合に負けてもあっけらかんとしている天真爛漫なチーム。インターハイ予選の前に湘南大相模主催のカップ戦へ出場がてら、たまたま本牧東のメンバーとストバスで対戦した事がきっかけで、瑞穂の面々とも親しくなった。とにかくよく走る速攻主体のチームだが、セットオフェンスからのパス&ランも得意とし、ディフェンスにおいても相手の隙を見逃さない抜け目の無さと運動量を生かしたしぶとさを併せ持つ。インターハイ本選ではダークホース扱いだったが、2回戦の瑞穂との直接対決では、それまで隠しておいた時間差レイアップやフックシュートなどの奥の手を駆使して試合の主導権を握り続け、最後まで瑞穂を苦しめたが、接戦の末に敗れる。
見城 哲太（けんじょう てつた）
声 - 金丸淳一（ゲーム）
3年。背番号5番。身長169cm。ポジションはシューティングガード。嘉手納西のエース。低い身長をデメリットに感じさせず、哀川と互角以上の戦いを見せるなど、哀川に勝るとも劣らないバスケセンスの持ち主。またチームメイトから「あきらめない哲太」と言われているようにどのような状況に陥っても決して諦めない強靭な精神力を持ち、落としたら負ける土壇場の3Pを哀川のマークを掻い潜りながら決めるなど、粘り強いプレイと鼓舞する発言でチームを引っ張る。このようにバスケでは溌剌とした豪快なプレーを連発させるが、普段は口数が少なくシャイで、その容姿と雰囲気から高階に中学生のイメージにされたり、後輩からも「哲太」と言われたりと、実年齢よりも幼く見られ親しみやすい人柄である。多くの大学やプロチームからスカウトを受けているが、本人はバスケットが出来る環境であればこだわりはない様子である。
大城 了（おおしろ りょう）
声 - 小川輝晃（ゲーム）
3年。背番号4番。身長189cm。キャプテン。ポジションはセンター。暑苦しい風貌と堅苦しい口調がトレードマークの嘉手納西の大黒柱。部員からは「隊長」というニックネームで呼ばれている。「ディフェンス命」を信条としており、どんなに疲れても気持ちでディフェンスするしぶとさと、チームがピンチになった時でも的確な指示をだしメンバーをまとめ上げるなど精神的な強さも持っている。
佐久本 直人（さくもと なおと）
声 - 木内秀信（ゲーム）
2年。背番号10番。身長186cm。ポジションはスモールフォワード。視野の広さと状況判断の良さを持ち、パスにもシュートにも長けた曲者。アゴ髭を蓄えたその風貌からか、高階に初見でのイメージから「社会人」と呼ばれ、メンバーからは「おやっさん」と呼ばれている。
島袋 健太（しまぶくろ けんた）
声 - 和田智（ゲーム）
2年。背番号15番。身長175cm。ポジションはポイントガード。ボールキープ力の高さと無尽蔵の運動量を生かした執拗なディフェンスが武器。また高階に「プー」と呼ばれるようなチャラチャラした風貌とは裏腹に、ボールを見失わないメンバー随一の集中力を持つ。
与那嶺 護（よなみね まもる）
2年。背番号6番。身長190cm。ポジションはパワーフォワード。ぬぼっとした覇気の無い顔だが、長い腕を生かしたフックシュートを得意とし、嘉手納西の切り札の一つに位置づけられている。
安谷屋 淳（あだにや あつし）
1年。背番号9番。哀川達とストバスをした時にいたメンバーの一人で、ツンツン頭がトレードマーク。
知花 大助（ちばな だいすけ）
1年。背番号14番。安谷屋と同じくストバスメンバーの一人。
比嘉 憲作（ひが けんさく）
声 - 金子はりい（ゲーム）
嘉手納西高校の監督。強面で野球帽にタンクトップといった一見監督とは思えないようなラフな格好だが、その実冷静な策士であり、インターハイの瑞穂戦では得点パターンを何度も替える事で相手を撹乱して先手を取り続け、終盤まで瑞穂を苦しめた。なお、本業は民宿の料理長で、帽子の下にはハゲが隠されている。

#### 九工大福岡高校
福岡県にある九州の強豪。インターハイ前には優勝候補の一角としてバスケットマガジンにフィーチャーされていた。攻撃面では二階堂にボールを集め、防御面では相手のシュートコースを塞ぎ、二階堂にリバウンドを取らせるという攻守ともに二階堂を中心とした戦術をとる。恐らく全国最大のビッグセンターである二階堂を擁しインターハイに挑むも、ワンマンチームであったことを瑞穂に突かれ初戦敗退。
二階堂 航（にかいどう わたる）
3年。背番号4番。身長218cm。キャプテン。ポジションはセンター。九工大福岡のエース。剣に並々ならぬ対抗意識を抱いており、彼を倒し全国No.1センターを目指している。瑞穂とのインターハイ初戦では規格外の高さとパワーを武器に、「5人分」と言われるほどの働きと存在感でインサイドを蹂躙するものの、高すぎる気位と傲慢さゆえに一人で試合を決めようとして最後まで周りとの連携に苦しみ、ファウルトラブルで自滅してしまった。
神田川 爽太郎（かんだがわ そうたろう）
2年。背番号13番。ポジションはスモールフォワード。スタメンで唯一の2年生で、二階堂から「裏のエース」と期待される事からも才能はかなりのものである事や、また本人も二階堂を尊敬している節などが窺える。瑞穂戦では前半は「哀川と勝負する」という功名心と気負いが先走り、まるで周りが見えていないように独断専行と空回りを繰り返したが、後半は先輩達の叱咤の中で本来のプレイを取り戻した。
池波 京介（いけなみ きょうすけ）
3年。背番号7番。ポジションはポイントガード。瑞穂戦では司令塔としてゲームメイクを請け負う傍ら、焦りの目立つ二階堂や神田川を諌める事に努めていたが、周りを信頼しない自分を棚に上げてチームメイトを役立たず呼ばわりする二階堂への反発から、肝心の自身までもがゲームをコントロールする冷静さを失ってしまった。
三田 陽司（みた ようじ）
3年。背番号6番。ポジションはパワーフォワード。ディフェンダーとしての動きが多く、自身が見せたシュートコースを塞ぐブロックは、神田川の本来の動きを取り戻すきっかけの一つとなった。
吉田 鉄矢（よしだ てつや）
3年。背番号5番。ポジションはシューティングガード。三田と同じくディフェンスの動きが中心となっている選手。
稲垣（いながき）
九工大福岡高校の監督。インターハイ直前には二階堂中心のチーム作りに必勝の自信を期していたが、責任感と協調性を身に付けさせるべく二階堂をキャプテンに据えた事が裏目となって彼の増長に歯止めを掛けられなくなり、後悔する結果となった。

#### 明和大日立高校
茨城県の有力校（私立高校）。哀川たちが2年時のウィンターカップでは4位に入り、まさに全国のトップレベル、優勝候補と見られる学校のひとつ。1-3-1ゾーンディフェンスを得意とし、得点を決められても焦らず次のディフェンスでやり返して逆に相手を焦らせてからシュートを決めてペースを握るディフェンス主体のチーム。そのディフェンス力は奥村から「かなりのレベル」と評されており、失点の少なさでは天童寺にも引けをとらない。新人戦関東大会2回戦で瑞穂に敗戦後、結城や氷川の成長によりチームとしてレベルアップを遂げる。インターハイ準決勝では天童寺と対戦し、善戦をみせるものの敗れ去る。
結城 希（ゆうき のぞむ）
声 - 福島潤
2年。背番号9番（1年時は15番。3年引退後は4番）。身長189cm。ポジションはセンター。明和大日立のエース。高階、布施らとは全中オールスターでプレイした間柄で、特に布施とは犬猿の仲である。サウスポーから繰り出すカリーム・アブドゥル＝ジャバーばりのフックシュート「スカイフック」を武器に、抜群の運動能力とテクニックを持ち合わせた天才肌の持ち主で、哀川からも「個人技だけなら森山クラス」と評されている。かつて天童寺に完敗し、ゲーム終盤に二軍メンバーに総入れ替えされた屈辱から打倒哀川に執念を燃やすが、少々若さが見られ、精神的な甘さを露呈し瑞穂に移った哀川に再び敗れてしまう。インターハイでの天童寺戦では精神的な成長を遂げ、格好ばかりを気にしたプレーを捨て、貪欲に勝ちにいくプレイをするようになる。3年の引退後にキャプテンに任命される。
長瀬 悟（ながせ さとる）
声 - 中村悠一
3年。背番号4番。身長182cm。キャプテン。ポジションはポイントガード。全国クラスのディフェンス力とキラークロスオーバードリブルが武器。エースの結城に全幅の信頼を寄せており、結城の出来は自分に懸かっていると気負い過ぎているためか、やや熱くなりやすい一面があり、新人戦関東大会の瑞穂戦ではそこを藤原に付け込まれてファウルアウトで自滅という大失態を犯し、敗北を決定付けてしまった。自身よりもまずチームのことを考えられるチーム第一主義であり、その献身的なプレイスタイルは他校にも高く評価されている。
麻上 龍一（あさがみ りゅういち）
3年。背番号8番。身長193cm。ポジションはパワーフォワード。リバウンド時にボールの落下地点を読む力に長けており、瑞穂戦では石井と土橋を相手に前半のリバウンドを支配した。体は細くパワーもないが、剣からも「勝負強く、相当実戦慣れしている」と評されている。練習で精彩を欠く結城にきつい言葉で発破をかけたり、結城を甘やかし過ぎる長瀬を諫めたりと、主力二人に歯に衣着せぬ意見を言える選手でもある。
氷川 陽司（ひかわ ようじ）
2年。背番号11番（3年引退後は7番）。ポジションはシューティングガード。得点源を結城に頼りすぎていた明和大日立においてようやく頭角を現してきた3Pシューターであり、自身が囮となって結城の得点をお膳立てする役割も担うが、本人は必ずしも結城の引き立て役に収まる事を由としないため、良きライバルとして結城と競い合っている。
木下 鉄平（きのした てっぺい）
3年。背番号6番。ディフェンスを得意とし、第1部でもそれなりの描写はあったが、ACT2ではより特徴的に描かれている。天童寺との試合では序盤はエースの如月をマークし苦しめたが、彼の代わりに登場した3Pシューターの鎌倉にはリリース時の弧が高いシュートに翻弄され、その後戻ってきた如月にも立て続けに決められてしまう。
沢本（さわもと）
3年。背番号5番。木下と同じくディフェンスを得意とする選手で、氷川が出てくるまではレギュラーとして試合に出場していた。
長瀬 祐（ながせ たすく）
1年。背番号15番（3年引退後）。ポジションはポイントガード。長瀬悟の弟で、兄を超えることを目標としており、試合の度にどんどん技術を吸収する貪欲さと兄に負けないバスケセンスを持ち、3Pも打てるなど明和大日立の次代を担う選手として期待されている。
黒沢（くろさわ）
2年。背番号6番（3年引退後）。ポジションはパワーフォワード。結城からは「クロ」と呼ばれており、結城や布施並みのタッパを持つ。
水戸 英治郎（みと えいじろう）
明和大日立高校の監督。腕組みをしたままベンチにふんぞり返り、タイムアウトを取っても具体的な指示もしないために選手からの人望は薄いが、的確な一言を放ったり突き放すような言葉で彼らに発破をかけるなど侮れない一面もある。下條に対してかなりの対抗心を持っている。

### 上記以外の高校
大崎工業高校
新人戦神奈川県大会予選・初戦の瑞穂の対戦相手で、公式戦では瑞穂の初の相手となる。チームレベルは高くないが、5番・宮原康明を中心にラフプレーで相手を苛立たせて集中力を削ぎ逆にファールを誘うなどダーティーな戦術で相手を追いつめる。序盤は公式戦に不慣れな瑞穂を押していたが哀川の得点から流れが変わり逆に押され始め、宮原のファウルアウトからは完全に瑞穂の流れになり最終的に100点ゲームの大敗を喫した。
城和高校
新人戦神奈川県大会・初戦の瑞穂の対戦相手。瑞穂対策はしてきたようで、序盤から調子のいい哀川・藤原・土橋を抑えるのは諦めて1ランク下と見ていた三浦・石井をトライアングルツーで守り無駄な失点を防ぐ作戦にでたが、秘密特訓によりレベルアップした二人の予想外の活躍にかき乱され結果クアドラプルスコアで敗れた。
京南高校
東京都の代表として新人戦関東大会に出場した瑞穂の初戦の相手。東京No.1で実力もあり、対戦相手を調べ上げるなどデータを生かした戦術を得意とする。メンバーはいずれも口が悪く、対戦前に瑞穂のメンバーと一悶着起こしている。序盤は瑞穂の勢いに押されゲームを離されるも、疲れの見え始めた瑞穂の隙をつき終盤に追い上げ、敗れはしたものの実力の高さをうかがわせた。インターハイにも東京代表として出場したが、初戦の湘南大相模戦で敗退。
藤ヶ浦高校
インターハイ神奈川県予選・ブロック決勝の瑞穂の対戦相手。長身の選手を揃えており高い位置でのボール運びなど高さを生かしたプレーを得意とする。しかし、個々が成長し高階加入で戦術的にもレベルアップした瑞穂の敵ではなく、100点ゲームを喰らい敗北。

### その他の登場人物
北川 千尋（きたがわ ちひろ）
声 - 伊藤美紀
哀川和彦の姉。旧姓は哀川。現在は結婚し、「かける」という息子がいる。徐々にバスケットが楽しく感じられなくなっていく実家の環境に弟を居させる事に危機感を覚え、弟にこれ以上感じて欲しくないという思いで和彦に瑞穂高校への転校を促した。現在、和彦が暮らしている部屋は自身が以前暮らしていた部屋である。新人戦県大会決勝は息子・かけると一緒に会場に駆け付けたが、インターハイ決勝は母と共に実家の新潟でテレビ中継で見守ることとなった。
北川 透（きたがわ とおる）
北川千尋の夫。妻と息子と共に東京都内に住んでいる。哀川の両親との関係は良好の様子。夜勤が多く、車の運転は千尋がすることが多い。
哀川 千秋（あいかわ ちあき）
和彦の母。ミニバスの指導者で、和彦が夫に目を掛けられるまで和彦を指導していた。しかし、そのバスケが夫と和彦の確執を生む結果となってしまい、和彦にバスケを教えたことを後悔しており、その確執に心を痛め、心労で倒れたこともあった。天童寺バスケ部の寮母のような存在で、部員達からは慕われている。和彦のインターハイ決勝は夫が率いる天童寺との対決となってしまい、会場で見てしまうとかえって心労の負担が大きくなると考え、会場に行くことはできず、娘・千尋と孫・かけると共に新潟でテレビ中継で見守った。
榊原 美佐子（さかきばら みさこ）
声 - 勝生真沙子、榊原良子（ドラマCD）
「月刊バスケット」編集部に所属し、高校バスケの取材をしている聡明な女性記者。愛想がよく監督や選手にも顔が広いが、特に瑞穂バスケ部に興味を持ち、彼らの試合にはほぼ毎回顔を出す。それ故に瑞穂との試合では瑞穂寄りの解説をしている。この事から、必然的に瑞穂嫌いの奥村とは意見が衝突するが、彼の方が詳しい場合は下手に出て意見を仰ぐ謙虚さも備えている。
加藤（かとう）
月刊バスケットの新人記者。榊原のアシスタントを務め、瑞穂対嘉手納西の試合では、嘉手納西の選手のレクチャーをした。
奥村 寿（おくむら ひさし）
声 - 飯塚俊太郎、小杉十郎太（ドラマCD）
報道記者。個人的に哀川と天童寺（中でも沢登）のファンで、哀川・沢登のいる天童寺こそ本来の姿であると考えている。そのため、哀川の移った瑞穂バスケ部を敵視し、記者でありながらアンチ瑞穂的なスタンスを隠さず、毎回のように瑞穂の試合会場に現れては毒を吐いている。特に沢登と同一視される藤原への執着は尋常ではなく、新人戦県大会決勝でファウルアウトしてしまった藤原を痛烈批判した事もある。個人的な感情さえ交えなければバスケに対する見識は深いようだが、瑞穂憎しのあまり偏った意見を述べてはその都度手痛いシッペ返しを喰らっている。このように、瑞穂に対してひねくれた考えの持ち主であるが、ACT2以降は少なからずだが瑞穂及び選手に対しても的確な見解も述べている。
椎名 秀一（しいな しゅういち）
U-18男子バスケットボール日本代表監督。哀川や藤原を評価する人物で、ぜひとも将来うちに欲しいと発言している。瑞穂対天童寺の試合では解説を務めた。

### 「THE EARLY DAYS」の登場人物
本編（ACT2以降）の4年前の登場キャラクター。

#### 瑞穂中学校
神奈川県の中学校。藤原・三浦・杏崎が通っていた。当時2年生の藤原をキャプテンに抜擢したり、三浦を選手起用をするなど実力を重きにチーム作りをしている。藤原たちが2年生の時、県大会準決勝で後に藤原の左膝に悪影響を及ぼすことになる事故が起こり、その影響もあって決勝で布施のいた湘南光中に敗れ準優勝に終わった。
内藤（ないとう）
3年。自称「瑞穂中のポイントゲッター」であるが、試合中にイージーショットを外している。後輩でありながら監督に目を掛けられている藤原や三浦を快く思っておらず、普段は藤原に対して調子を合わせている陰で、県大会決勝で負傷退場した藤原を嘲笑していた。上下関係を非常に気にしており、自身らを先輩扱いしない三浦に対して度々つっかかっていたが、藤原への陰口や藤原の退場後に早々に試合をあきらめるような行為も含めて、三浦も3年生達のことを快く思っておらず、度々いなされている。
城島（じょうじま）
2年。藤原、三浦と同級生で、藤原ほどバスケに対する情熱は無く、仕方なくやっている様子。3年生の前では藤原のバスケに対する姿勢を嘲笑し、藤原の前では3年生たちをやっかい者呼ばわりするなど相手によって調子を合わせており、その様子を見ていた三浦に痛烈な皮肉を浴びせられた。なお、3年生が引退した新チームでは、練習試合ではあるがスタメンで出場している。

#### 鷹蔵中学校
神奈川県の中学校。石井・土橋・達也が通っていた。瑞穂中と練習試合をするも、トリプルスコアで大敗した。第1部で三浦をして「苦戦した」と言わしめたところから、その後チームとして成長を遂げたようである。
鬼塚（おにづか）
鷹蔵中の監督。部員たちからは「づか」と呼ばれている。背が高いという理由で石井曰く「ムリヤリ」彼らを入部させた。バスケに対する熱い情熱を持つ熱血漢であるが、それに反し、土橋、達也を除くやる気の無い部員たちは悩みの種であった。それ故に、とある理由で真剣に練習をする石井を見て感動の涙を流していた。

## 制作背景

### DEAR BOYS ACT4について
『ACT3』を描き終えた八神は、湘南大相模の行く末が気にかかっていた。『OVER TIME』を描き、その想いがますます膨れ上がった八神は、新入部員の加入による布施たちの変化を「描きたくて堪らなくなって」しまったという。主人公のチームが湘南大相模であると、瑞穂はライバルに回ることになり、「このなんとも言えない感覚を今から描くのが楽しみでしょうがない」のだと八神はいう。「大きな夢を持ち続ける純粋な親愛なる少年達を描けるように頑張ってみたい」と八神は語っている。

## 書誌情報

### 講談社コミックス
- 八神ひろき 『DEAR BOYS』 講談社〈講談社コミックス〉、全23巻
  1. 1989年12月13日発売[19]、ISBN 4-06-302288-9
  2. 1990年4月12日発売[20]、ISBN 4-06-302299-4
  3. 1990年7月12日発売[21]、ISBN 4-06-302307-9
  4. 1990年12月10日発売[22]、ISBN 4-06-302320-6
  5. 1991年4月12日発売[23]、ISBN 4-06-302329-X
  6. 1991年8月5日発売[24]、ISBN 4-06-302338-9
  7. 1991年12月10日発売[25]、ISBN 4-06-302349-4
  8. 1992年3月12日発売[26]、ISBN 4-06-302356-7
  9. 1992年7月9日発売[27]、ISBN 4-06-302366-4
  10. 1992年10月13日発売[28]、ISBN 4-06-302373-7
  11. 1993年3月11日発売[29]、ISBN 4-06-302385-0
  12. 1993年7月14日発売[30]、ISBN 4-06-302397-4
  13. 1993年11月11日発売[31]、ISBN 4-06-302410-5
  14. 1994年3月15日発売[32]、ISBN 4-06-302421-0
  15. 1994年7月15日発売[33]、ISBN 4-06-302438-5
  16. 1994年11月14日発売[34]、ISBN 4-06-302452-0
  17. 1995年3月10日発売[35]、ISBN 4-06-302466-0
  18. 1995年7月10日発売[36]、ISBN 4-06-302480-6
  19. 1995年11月10日発売[37]、ISBN 4-06-302496-2
  20. 1996年3月14日発売[38]、ISBN 4-06-333510-0
  21. 1996年7月15日発売[39]、ISBN 4-06-333525-9
  22. 1996年11月13日発売[40]、ISBN 4-06-333542-9
  23. 1997年3月14日発売[41]、ISBN 4-06-333560-7

- 八神ひろき 『DEAR BOYS THE EARLY DAYS』 講談社〈講談社コミックス〉、1997年8月9日発売[42]、ISBN 4-06-333586-0

- 八神ひろき 『DEAR BOYS ACT II』 講談社〈講談社コミックス〉、全30巻
  1. 1997年11月14日発売[43]、ISBN 4-06-333601-8
  2. 1998年5月13日発売[44]、ISBN 4-06-333624-7
  3. 1998年9月14日発売[45]、ISBN 4-06-333642-5
  4. 1999年4月14日発売[46]、ISBN 4-06-333674-3
  5. 1999年8月10日発売[47]、ISBN 4-06-333691-3
  6. 2000年3月14日発売[48]、ISBN 4-06-333716-2
  7. 2000年7月14日発売[49]、ISBN 4-06-333730-8
  8. 2000年11月14日発売[50]、ISBN 4-06-333747-2
  9. 2001年4月13日発売[51]、ISBN 4-06-333766-9
  10. 2001年9月13日発売[52]、ISBN 4-06-333787-1
  11. 2002年3月13日発売[53]、ISBN 4-06-333816-9
  12. 2002年7月15日発売[54]、ISBN 4-06-333835-5
  13. 2002年11月11日発売[55]、ISBN 4-06-333851-7
    - 特装版、2002年11月13日発売[56] 、ISBN 4-06-362020-4

  14. 2003年5月14日発売[57]、ISBN 4-06-333881-9
  15. 2003年9月14日発売[58]、ISBN 4-06-333899-1
  16. 2004年3月16日発売[59]、ISBN 4-06-333927-0
  17. 2004年8月13日発売[60]、ISBN 4-06-333949-1
  18. 2005年2月16日発売[61]、ISBN 4-06-370973-6
  19. 2005年6月16日発売[62]、ISBN 4-06-370994-9
  20. 2005年9月15日発売[63]、ISBN 4-06-371009-2
  21. 2006年2月15日発売[64]、ISBN 4-06-371027-0
  22. 2006年6月16日発売[65]、ISBN 4-06-371048-3
  23. 2006年10月17日発売[66]、ISBN 4-06-371061-0
  24. 2007年1月17日発売[67]、ISBN 978-4-06-371074-8
  25. 2007年6月15日発売[68]、ISBN 978-4-06-371093-9
  26. 2007年10月17日発売[69]、ISBN 978-4-06-371112-7
  27. 2008年2月15日発売[70]、ISBN 978-4-06-371126-4
  28. 2008年6月17日発売[71]、ISBN 978-4-06-371150-9
  29. 2008年10月17日発売[72]、ISBN 978-4-06-371165-3
  30. 2009年2月17日発売[73]、ISBN 978-4-06-371180-6

- 八神ひろき 『DEAR BOYS ACT3』 講談社〈講談社コミックス〉、全21巻
  1. 2009年6月17日発売[74]、ISBN 978-4-06-371201-8
  2. 2009年10月16日発売[75]、ISBN 978-4-06-371212-4
  3. 2010年2月17日発売[76]、ISBN 978-4-06-371232-2
  4. 2010年6月17日発売[77]、ISBN 978-4-06-371249-0
  5. 2010年10月15日発売[78]、ISBN 978-4-06-371260-5
  6. 2011年2月17日発売[79]、ISBN 978-4-06-371275-9
  7. 2011年6月17日発売[80]、ISBN 978-4-06-371290-2
  8. 2011年10月17日発売[81]、ISBN 978-4-06-371306-0
    - DVD付き特装版、同日発売[82]、ISBN 978-4-06-358354-0

  9. 2012年2月17日発売[83]、ISBN 978-4-06-371322-0
  10. 2012年6月15日発売[84]、ISBN 978-4-06-371333-6
  11. 2012年10月17日発売[85]、ISBN 978-4-06-371349-7
  12. 2013年2月15日発売[86]、ISBN 978-4-06-371365-7
  13. 2013年6月17日発売[87]、ISBN 978-4-06-371378-7
  14. 2013年10月17日発売[88]、ISBN 978-4-06-371392-3
  15. 2014年2月17日発売[89]、ISBN 978-4-06-371410-4
  16. 2014年6月17日発売[90]、ISBN 978-4-06-371424-1
  17. 2014年10月17日発売[91]、ISBN 978-4-06-371441-8
  18. 2015年2月17日発売[92]、ISBN 978-4-06-371456-2
  19. 2015年6月17日発売[93]、ISBN 978-4-06-371472-2
  20. 2015年10月16日発売[94]、ISBN 978-4-06-371487-6
  21. 2016年2月17日発売[95][96]、ISBN 978-4-06-392509-8

- 八神ひろき（企画監修）・櫻太助（漫画） 『NEAR BOYS』 講談社〈講談社コミックス〉、2014年6月17日[97]、ISBN 978-4-06-371426-5

- 八神ひろき 『DEAR BOYS OVER TIME』 講談社〈講談社コミックス〉、全3巻
  1. 2016年6月17日発売[98]、ISBN 978-4-06-392530-2
  2. 2016年10月17日発売[99]、ISBN 978-4-06-392557-9
  3. 2017年2月17日発売[100]、ISBN 978-4-06-392566-1

- 八神ひろき 『DEAR BOYS ACT4』 講談社〈講談社コミックス〉、既刊20巻（2025年7月16日現在）
  1. 2019年3月15日発売[101][102]、ISBN 978-4-06-514815-0
  2. 2019年7月17日発売[103]、ISBN 978-4-06-516297-2
  3. 2019年11月15日発売[104]、ISBN 978-4-06-517630-6
  4. 2020年3月17日発売[105]、ISBN 978-4-06-518654-1
  5. 2020年7月17日発売[106]、ISBN 978-4-06-520230-2
  6. 2020年11月17日発売[107]、ISBN 978-4-06-521422-0
  7. 2021年3月17日発売[108]、ISBN 978-4-06-522260-7
  8. 2021年7月16日発売[109]、ISBN 978-4-06-524134-9
  9. 2021年11月17日発売[110]、ISBN 978-4-06-525036-5
  10. 2022年3月17日発売[111]、ISBN 978-4-06-526768-4
  11. 2022年7月14日発売[112]、ISBN 978-4-06-528264-9
  12. 2022年11月16日発売[113]、ISBN 978-4-06-529672-1
  13. 2023年3月16日発売[114]、ISBN 978-4-06-530777-9
  14. 2023年7月14日発売[115]、ISBN 978-4-06-531988-8
  15. 2023年11月16日発売[116]、ISBN 978-4-06-533714-1
  16. 2024年3月15日発売[117]、ISBN 978-4-06-534797-3
  17. 2024年7月17日発売[118]、ISBN 978-4-06-536244-0
  18. 2024年11月15日発売[119]、ISBN 978-4-06-537624-9
  19. 2025年3月17日発売[120]、ISBN 978-4-06-538851-8
  20. 2025年7月16日発売[121]、ISBN 978-4-06-539878-4

### 講談社漫画文庫
- 八神ひろき 『DEAR BOYS』 講談社〈講談社漫画文庫〉、全12巻
  1. 2004年9月10日発売[122]、ISBN 4-06-360802-6
  2. 2004年9月10日発売[123]、ISBN 4-06-360803-4
  3. 2004年10月8日発売[124]、ISBN 4-06-360821-2
  4. 2004年10月8日発売[125]、ISBN 4-06-360822-0
  5. 2004年11月12日発売[126]、ISBN 4-06-360839-5
  6. 2004年11月12日発売[127]、ISBN 4-06-360840-9
  7. 2004年12月10日発売[128]、ISBN 4-06-360861-1
  8. 2004年12月10日発売[129]、ISBN 4-06-360862-X
  9. 2005年2月10日発売[130]、ISBN 4-06-360893-X
  10. 2005年2月10日発売[131]、ISBN 4-06-360894-8
  11. 2005年3月11日発売[132]、ISBN 4-06-360901-4
  12. 2005年3月11日発売[133]、ISBN 4-06-360902-2

- 八神ひろき 『DEAR BOYS ACT II』 講談社〈講談社漫画文庫〉、全6巻
  1. 2012年8月10日発売[134]、ISBN 978-4-06-370889-9
  2. 2012年9月12日発売[135]、ISBN 978-4-06-370891-2
  3. 2012年10月12日発売[136]、ISBN 978-4-06-370893-6
  4. 2012年11月9日発売[137]、ISBN 978-4-06-370896-7
  5. 2012年12月12日発売[138]、ISBN 978-4-06-370898-1
  6. 2013年1月11日発売[139]、ISBN 978-4-06-370905-6

### 講談社プラチナコミックス
- 八神ひろき 『DEAR BOYS』 講談社〈講談社プラチナコミックス〉、全9巻
  1. 「瑞穂バスケ部 再始動!!」2009年4月28日発売[140]、ISBN 978-4-06-374415-6
  2. 「成田中央戦決着！ 瑞穂女子バスケ部の絆」2009年5月27日発売[141]、ISBN 978-4-06-374416-3
  3. 「託す者、託される者 夢は次の世代へ」2009年6月24日発売[142]、ISBN 978-4-06-374429-3
  4. 「新人戦地区予選 瑞穂初陣!!」2009年7月29日発売[143]、ISBN 978-4-06-374447-7
  5. 「正統派の古豪 横浜学園」2009年8月26日発売[144]、ISBN 978-4-06-374464-4
  6. 「堅実にして確実 湘南大相模」2009年9月30日発売[145]、ISBN 978-4-06-374477-4
  7. 「力と力、技と技 瑞穂対本牧東」2009年10月28日発売[146]、ISBN 978-4-06-374503-0
  8. 「ライバル集う 新人戦関東大会開幕」2009年11月25日発売[147]、ISBN 978-4-06-374517-7
  9. 「瑞穂バスケ部は走り続ける!!」2009年12月22日発売[148]、ISBN 978-4-06-374538-2

- 八神ひろき 『DEAR BOYS ACT3』 講談社〈講談社プラチナコミックス〉、全4巻
  1. 「第1Q 成田中央の圧力」2015年6月17日発売[149]、ISBN 978-4-06-385711-5
  2. 「第2Q 石井のいないコート」2015年7月15日発売[150]、ISBN 978-4-06-385715-3
  3. 「第3Q 瑞穂の切り札」2015年8月19日発売[151]、ISBN 978-4-06-385723-8
  4. 「第4Q 死闘の果てに」2015年9月23日発売[152]、ISBN 978-4-06-385758-0

### KCデラックス
- 八神ひろき 『DEAR BOYS 新装版』 講談社〈KCデラックス〉、既刊9巻（2025年8月12日現在）
  1. 2024年12月17日発売[153][154]、ISBN 978-4-06-538099-4
  2. 2025年1月17日発売[155]、ISBN 978-4-06-538374-2
  3. 2025年2月17日発売[156]、ISBN 978-4-06-538375-9
  4. 2025年3月17日発売[157]、ISBN 978-4-06-538587-6
  5. 2025年4月16日発売[158]、ISBN 978-4-06-539271-3
  6. 2025年5月16日発売[159]、ISBN 978-4-06-539270-6
  7. 2025年6月17日発売[160]、ISBN 978-4-06-539267-6
  8. 2025年7月16日発売[161]、ISBN 978-4-06-539273-7
  9. 2025年8月12日発売[162]、ISBN 978-4-06-539274-4

### 小説
- 八神ひろき（原作・画）・金春智子（著） 『DEAR BOYS 公式ガイドブック 〜The girls' days〜』 講談社〈マガジンノベルズ〉、2002年8月16日発売[163]、ISBN 4-06-324346-X

### 関連書籍
- 八神ひろき（監修）・月刊少年マガジン編集部（監修）・公式ガイドブック制作スタッフ 『DEAR BOYS 公式ガイドブック グッドグッドボ－イテキスト』 講談社〈KCデラックス〉、1996年10月21日発売[164]、ISBN 4-06-319733-6
- 八神ひろき 『DEAR BOYS ILLUSTRATIONS SCENE』 講談社、2001年6月14日発売[165]、ISBN 4-06-330128-1
- 八神ひろき 『DEAR BOYS INDEX 01』 講談社、2002年9月13日発売[166]、ISBN 4-06-334602-1
- 八神ひろき 『DEAR BOYSプレミアムガイド』 講談社〈KCデラックス〉、2004年8月17日発売[167]、ISBN 4-06-334906-3
- 八神ひろき 『DEAR BOYS INDEX 02』 講談社〈KCデラックス〉、2002年9月13日発売[168]、ISBN 978-4-06-372369-4
- 八神ひろき 『DEAR BOYS ILLUSTRATIONS2 「QUARTER」』 講談社、2001年6月14日発売[169]、ISBN 978-4-06-364961-1

## テレビアニメ
2003年4月から9月までテレビ東京で放送された。なお、アニメ版では瑞穂は私立高校となっている（原作は県立高校である）。

### スタッフ
- 原作 - 八神ひろき
- 連載 - 講談社「月刊少年マガジン」
- 監督 - 工藤進
- シリーズ構成 - 岸間信明
- キャラクターデザイン - 加野晃
- 美術監督 - 西倉力
- 色彩設計 - 鈴城るみ子
- 撮影監督 - 青木孝司
- 編集 - 瀬山武司
- 音楽 - 井上日徳
- 音響監督 - 三間雅文
- エグゼクティブプロデューサー - 宇佐美廉
- アニメーション制作 - A・C・G・T
- 製作 - トゥーマックス、オービー企画

### 主題歌
「Sound of Bounce」
DA PUMPによるオープニングテーマ。作詞はm.c.A・TとKEN、作曲・編曲はm.c.A・TがAKIO TOGASHI名義で行っている。
「Ballerの章号」
CHRISによるエンディングテーマ。作詞はCHRIS、作曲・編曲はDJ MASTERKEY。

### 各話リスト
※この節では、同時に劇中で使用されたSUPER EUROBEATと挿入歌も紹介する（未使用回については未記入とする）。
| 話数 | サブタイトル         | 脚本       | 絵コンテ        | 演出         | 作画監督               | 劇中で使用されたSUPER EUROBEATと挿入歌                                                  |
| ---- | -------------------- | ---------- | --------------- | ------------ | ---------------------- | --------------------------------------------------------------------------------------- |
| 1    | 気になる転校生       | 岸間信明   | 工藤進          | 工藤進       | 石井久美 高乗陽子      | SEX ON FIRE / DE LA VEGA                                                                |
| 1    | 気になる転校生       | 岸間信明   | 工藤進          | 工藤進       | 石井久美 高乗陽子      | HARD BEAT / BUDDY BO                                                                    |
| 2    | 男子バスケ部復活す？ | 岸間信明   | 大庭秀昭        | 下司泰弘     | 小原充 飯飼一幸        | THE FIRE AND THE RAIN / DUSTY                                                           |
| 3    | 練習試合の相手は？   | 岸間信明   | 工藤進          | 岡嶋国敏     | 書紫乃家 柳太郎        | DANCING IN THE STARLIGHT / DAVE RODGERS                                                 |
| 4    | 負けられない意地     | 岸間信明   | 小林智樹        | 木村寛       | 鈴木勝 宮本タカシ      | -                                                                                       |
| 5    | 傷だらけの反撃       | 岸間信明   | 桝井剛          | 桝井剛       | ひのたかふみ 今木宏明  | -                                                                                       |
| 6    | それぞれの思い……     | 岸間信明   | 紅優 小林智樹   | 小林智樹     | 鈴木勝 宮本タカシ      | FLY TO ME BABY / POWERFUL T.                                                            |
| 7    | 不穏な空気           | 吉岡たかを | 紅優 五十嵐達也 | 五十嵐達也   | 書紫乃家 柳太郎 金賢玉 | -                                                                                       |
| 8    | 冷たい雨             | 吉岡たかを | 大庭秀昭        | 下司泰弘     | 飯田宏義 飯飼一幸      | -                                                                                       |
| 9    | あなたがいるから……   | 岸間信明   | 早川啓二        | 早川啓二     | 坂巻貞彦               | DANCING IN THE STARLIGHT / DAVE RODGERS                                                 |
| 10   | 閉ざされた情熱       | 岸間信明   | 桝井剛          | 田名部登     | 高橋敦子 雨宮英男      | DON'T STOP ME / MATT LAND                                                               |
| 11   | 夢を継ぐ者たち       | 岸間信明   | 仁賀緑朗        | 木村寛       | 鈴木勝 宮本タカシ      | GREAT BALLS OF FIRE / POWERFUL T.                                                       |
| 12   | 出会いは突然に       | 岸間信明   | 五十嵐達也      | 五十嵐達也   | 書紫乃家 柳太郎        | PAMELA / MATT LAND                                                                      |
| 13   | 噛みあわない歯車     | 岸間信明   | 菊池一仁        | 上野史博     | 相坂直紀 松下清志      | FALL IN THE WEB OF DESIRE / POWERFUL T.                                                 |
| 14   | 不安と負担           | 岸間信明   | 早川啓二        | 早川啓二     | 坂巻貞彦               | BABY BE HAPPY BECAUSE I LOVE YOU / MADISON                                              |
| 15   | ライバルたち         | 岸間信明   | 吉澤孝男        | 田名部登     | 飯田宏義               | -                                                                                       |
| 16   | デッドヒート         | 岸間信明   | 仁賀緑朗        | 木村寛       | 鈴木勝                 | -                                                                                       |
| 17   | ネバーギブアップ     | 岸間信明   | 川島宏          | 三宅雄一郎   | 宮本タカシ 宮前真一    | BABY FACE / PAMSY                                                                       |
| 18   | ゲームセット         | 岸間信明   | 五十嵐達也      | 五十嵐達也   | 書紫乃家 柳太郎        | -                                                                                       |
| 19   | 決勝の相手は？       | 岸間信明   | 早川啓二        | 神大寺たけし | 保谷五郎               | -                                                                                       |
| 20   | 揺れる心             | 岸間信明   | 工藤進          | 岡崎幸男     | 岩井優器               | -                                                                                       |
| 21   | 支えあう仲間たち     | 岸間信明   | 小林智樹        | 谷田部勝義   | 石浦拓彦               | -                                                                                       |
| 22   | 六人目の男           | 岸間信明   | 木村寛          | 木村寛       | 関口雅浩 高乗陽子      | TO BE OR NOTTA BE / THE SPIDERS FROM MARS                                               |
| 23   | 決勝！               | 岸間信明   | 仁賀緑朗        | 山内東生雄   | 書紫乃家 柳太郎        | FIGHT FOR LOVE TONIGHT / ACE WARRIOR                                                    |
| 24   | 一進一退             | 岸間信明   | 早川啓二        | 神大寺たけし | 保谷五郎               | TO BE OR NOTTA BE / THE SPIDERS FROM MARS                                               |
| 25   | 決着、そして……       | 岸間信明   | 仁賀緑朗        | 工藤進       | 関口雅浩 宮前真一      | PRETTY LITTLE GIRL / KEVIN JOHNSON                                                      |
| 26   | 明日に向かって       | 岸間信明   | 工藤進          | 木村寛       | 高乗陽子 松下清志      | 青春 in the starlight / DEAR BOYS （DANCING IN THE STARLIGHT / DAVE RODGERSのカヴァー） |

### 放送局
| 放送対象地域 | 放送局     | 系列           | 放送期間                      | 放送日時                     | 備考             |
| ------------ | ---------- | -------------- | ----------------------------- | ---------------------------- | ---------------- |
| 関東広域圏   | テレビ東京 | テレビ東京系列 | 2003年4月8日 - 2003年9月30日  | 火曜 1:00 - 1:30（月曜深夜） |                  |
| 日本全域     | AT-X       | CS放送         | 2003年4月12日 - 2003年10月4日 | 土曜 9:30 - 10:00            | リピート放送あり |

| テレビ東京 火曜 1:00 - 1:30（月曜深夜）                                                                         | テレビ東京 火曜 1:00 - 1:30（月曜深夜）                         | テレビ東京 火曜 1:00 - 1:30（月曜深夜）        |
| 前番組 | 番組名                                                          | 次番組                                         |
| --- | --------------------------------------------------------------- | ---------------------------------------------- |
| 美神のくびれ （2003年1月7日 - 2003年4月1日） ※0:55 - 1:25BEATOPIA （2002年11月5日 - 2003年4月1日） ※1:25 - 1:55 | DEAR BOYS （2003年4月8日 - 2003年9月30日） 【本作のみアニメ枠】 | GAME JOCKEY （2003年10月7日 - 2003年12月23日） |

## ミュージカル
ミュージカル『DEAR BOYS』
2007年12月20日から12月29日にかけて、全労済ホール スペース・ゼロにて公演。
演出：宇治川まさなり
脚本：九堂はるな
音楽：光宗信吉
舞台監督：大山慎一
ミュージカル『DEAR BOYS』vs. EAST HONMOKU
2008年7月25日から8月3日にかけて、全労済ホール スペース・ゼロにて公演。
演出：宇治川まさなり
脚本：九堂はるな／三井秀樹
音楽：坂部剛
ニコニコミュージカル#005『DEAR BOYS-Double Revenge-』
2011年4月30日から5月8日にかけて、THEATRE1010にて公演。
演出：宇治川まさなり
脚本：三井秀樹
音楽：坂部剛

## 舞台
アグレッシブ ダンス ステージ『DEAR BOYS』
2020年4月3日から4月26日にかけて公演が予定されていたが、新型コロナウイルス感染症の流行の影響で中止になった。
2023年6月1日から18日にかけて、Mixalive TOKYO Theater Mixaにて公演。
演出：伊藤今人
脚本：畑雅文
振付：塩野拓矢

## ゲーム
- DEAR BOYS （ユタカ、スーパーファミコン、1994年10月28日）
- DEAR BOYS -Fast Break!- （コナミ、PlayStation 2、2003年9月18日）